# The Tortured Poets Department
Albums de Taylor Swift
1989 (Taylor's Version)
(2023) The Life of a Showgirl
(2025)
Singles
1. Fortnight
Sortie : 19 avril 2024
2. I Can Do It With a Broken Heart
Sortie : 2 juillet 2024

The Tortured Poets Department est le onzième album studio de l'auteure-compositrice-interprète américaine Taylor Swift, sorti le 19 avril 2024 chez Republic Records. Taylor Swift annonce son lancement lors de la 66e cérémonie des Grammy Awards, le 4 février 2024. Quelques heures après sa sortie, elle révèle qu'il s'agit en réalité d'un double album et dévoile The Tortured Poets Department: The Anthology, qui compte 15 chansons supplémentaires.
Lorsque l'album est sur le point de sortir, Swift est au plus haut de sa carrière, qui dure depuis 17 ans. Icône et « phénomène » pour la presse française et étrangère, elle est considérée comme la pop star la plus puissante de la planète et The Tortured Poets Department comme l'album le plus attendu de l'année. C'est dû, entre autres, au succès de sa tournée mondiale, The Eras Tour, commencée en 2023.
En 31 chansons, cet album introspectif, traversé par des émotions négatives extrêmes, aborde le thème des relations amoureuses, mais aussi celui de la célébrité, de la santé mentale, et de l'interaction de ces trois éléments. Swift commente son statut d'icône. À travers le titre de l'album et les références qui le parsèment, l'auteure se place sous l'égide des poètes maudits, mais dans le dernier titre de l'album initial, Clara Bow, elle se range dans la lignée des icônes pop féminines jetables. D'autres analyses de cette chanson ont souligné sa capacité à se redéfinir à son gré, par sa plume.
Le style d'écriture sarcastique, vif, cru, descriptif et mordant, ne lui attire pas que des éloges. Il est accompagné par une musique lente, minimaliste, de genre majoritairement synthpop. D'autres genres coexistent sur l'album, en premiers lieux, le rock et l'électro.
La sortie du double album suscite un emballement médiatique. Les critiques sont explosives et divisées, et plus mitigées que pour les albums précédents. Il connaît le meilleur démarrage commercial de l'ère du streaming. Le jour de sa sortie, The Tortured Poets Department bat le record de l'album le plus écouté en 24 heures sur Spotify, avec plus de 300 millions de diffusions.
Après son succès initial, l'album ne s'essouffle pas aux États-Unis : il passe ses douze premières semaines en tête du Billboard 200. Avec 17 semaines non consécutives no 1, The Tortured Poets Department est le troisième album d'une chanteuse à compter le plus de semaines à la première place du Billboard 200, devant Tapestry de Carole King, sorti en 1971. Le succès est égal dans les autres pays anglophones. Il est moins marqué en France. Dans le monde, il devient l'album le plus écouté sur les plateformes en 2024, et l'album le plus vendu de l'année.
L'album n'est porté que par deux singles (Fortnight et I Can Do It With A Broken Heart). Contrairement à plusieurs de ses albums précédents, TTPD ne reçoit, en 2025, aucun prix décerné par les American Music Awards ni par les Grammy Award.

## Contexte de sortie

### Annonce

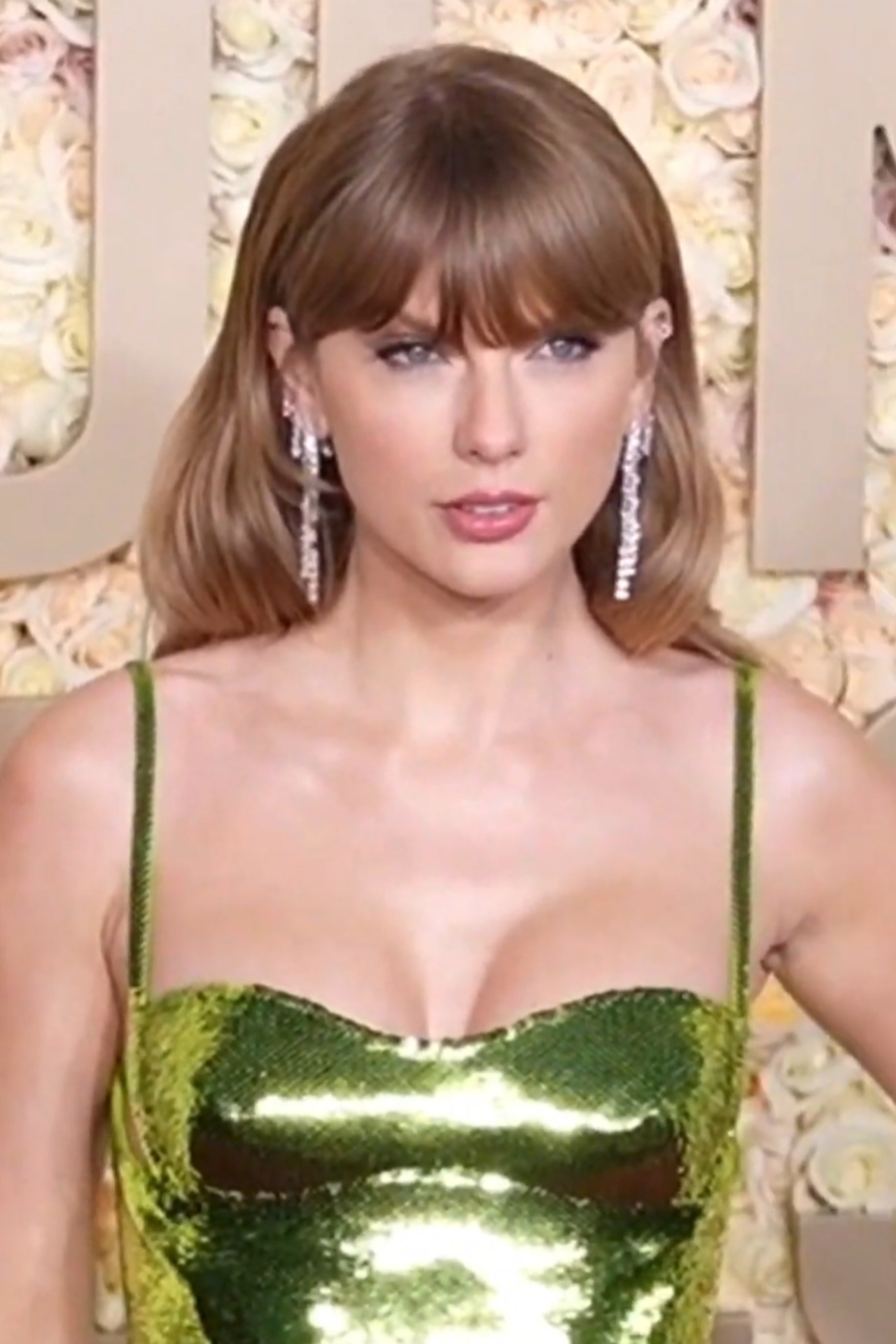
Taylor Swift aux Golden Globes, en 2024, année de la promotion et de la sortie de The Tortured Poets Department.

Taylor Swift sort son dixième album studio, Midnights, le 21 octobre 2022 ; il remporte un succès critique et commercial généralisé, et devient l'album le plus vendu de 2022. L'année suivante, elle sort deux albums réenregistrés, Speak Now (Taylor's Version) et 1989 (Taylor's Version), dans le cadre de son projet de réenregistrement. Midnights est nommé pour six Grammy Awards lors de la 66e cérémonie annuelle des Grammy Awards, le 4 février 2024.
Au matin de la cérémonie, elle remplace sur tous ses réseaux sociaux sa photo de profil, représentant Midnights, par une version en noir et blanc de la pochette de cet album,,. Les fans spéculent en ligne sur ce qui pourrait être l'avant-goût de l'annonce de Reputation (Taylor's Version), un réenregistrement de son sixième album studio, Reputation (2017),. De plus, le site web de la chanteuse semble dysfonctionner, remplacé par un site inexistant. Il affiche le code HTTP 321, et le code d'erreur « hneriergrd », que les Swifties déchiffrent comme une anagramme de « red herring » (« hareng rouge »). Pour mémoire, un hareng rouge est un procédé, comme un indice ou une information, qui a pour but de mener le public vers une fausse piste,,. Les fans analysent aussi le code source de son site web, et dénichent des mots cachés en langue étrangère. Traduits en anglais par eux, ils se révèlent être des mots écrits à la main par Swift pour l'album.
Le soir, Swift assiste à la cérémonie des Grammy et remporte le Grammy Award du meilleur album vocal pop et de l'album de l'année pour Midnights. Lors de son premier discours de remerciement, elle révèle que son onzième album studio, gardé secret pendant deux ans, s'intitulera The Tortured Poets Department. Elle annonce sa sortie pour le 19 avril 2024,,. Cette annonce surprend les fans. La chanteuse dévoile alors la pochette de l'album sur ses réseaux sociaux,.
Le site de sa boutique officielle révèle que l'album contiendra 16 chansons dans son édition standard et un morceau bonus intitulé The Manuscript. Dans les semaines suivantes, quatre nouveaux variants de l'album sont annoncés, contenant chacun une chanson bonus : The Bolter lors de son concert à Melbourne, le 16 février, The Albatross, à celui de Sydney le 23 février, puis The Black Dog à Singapour le 3 mars,.

### Contexte d'écriture et développement de l'album
Le 7 février, en concert au Japon pour le Eras Tour, la chanteuse déclare travailler sur The Tortured Poets Department depuis environ deux ans, et avoir commencé ce projet immédiatement après Midnights, son album précédent. Elle aurait écrit son album tout au long de la partie américaine de sa tournée.

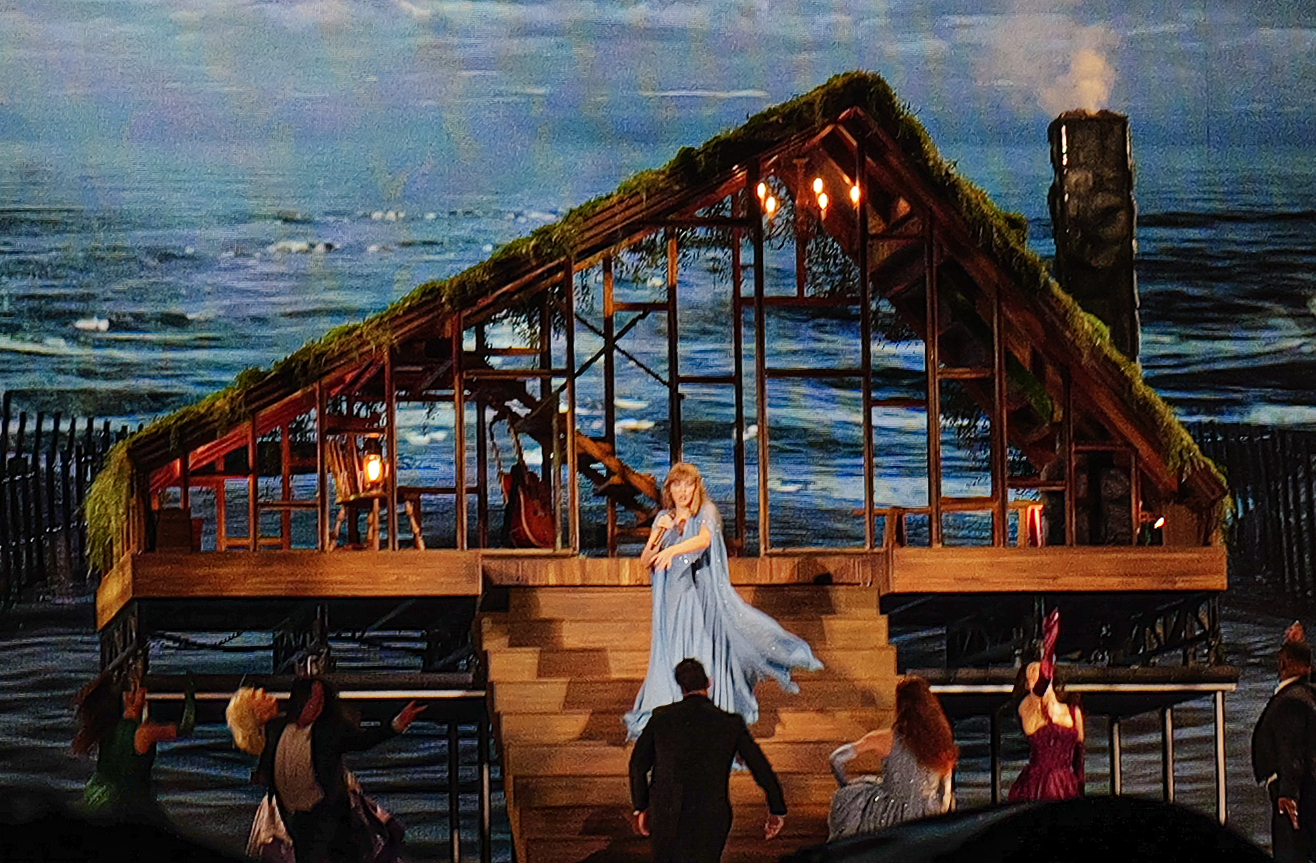
Taylor Swift et ses danseurs au Eras Tour, tournée pendant laquelle elle a écrit The Tortured Poets Department.

Au cours des années précédentes, Swift a atteint un niveau de célébrité rare. Elle est à l'apogée de ses plus de dix-sept ans de carrière,. Elle est qualifiée, régulièrement, de phénomène et d'icône par la presse étrangère, française,,, ou belge. Elle est considérée comme la plus grande star internationale de la pop,,,. Elle fait l'objet d'une attention médiatique extrême, qui la rend omniprésente, et incontournable dans toute discussion sur la pop culture,,. Le Eras Tour, pendant lequel elle déclare avoir continué d'écrire l'album, est une tournée triomphale, la plus lucrative de tous les temps.
Sa vie amoureuse est très épiée par la presse. Entre la sortie de Midnights et celle de The Tortured Poets Department, elle rompt avec l'acteur Joe Alwyn,. Leur relation aura duré six ans. Suit une brève liaison supposée avec le chanteur Matty Healy, puis une liaison avec le joueur de football américain Travis Kelce. Sa possible aventure avec Healy est décriée par les fans de la chanteuse. Sa relation avec Kelce est relayée avec intensité : selon Vox, la présence de Swift dans le public le jour des matchs hebdomadaires du sportif devient un sujet d'intérêt à part entière. La chanteuse suscite aussi des commentaires misogynes.
Son exposition médiatique, le Eras Tour, ses relations amoureuses avec Joe Alwyn, Matty Healy et Travis Kelce, tout cela aurait inspiré l'écriture de l'album,,. Avant sa sortie, il était pressenti comme relatant la rupture avec Joe Alwyn. Pour le magazine musical Billboard, ces événements amoureux auraient renforcé l'engouement pour l'album.

Devant son public à Melbourne, en février, Swift explique l'écriture de The Tortured Poets Department, et sa sortie rapide,,, : 

« Je pense que j’avais besoin de faire cet album plus que n’importe lequel de mes précédents disques. C’était vraiment une question de survie pour moi. Toutes les choses que je traversais, il fallait que je les écrive [...]. Ça m’a en quelque sorte rappelé pourquoi l’écriture de chansons est quelque chose qui me guide dans la vie, et je n’ai jamais eu d’album où j’ai eu autant besoin d’écrire des chansons que sur Tortured Poets. »

Libération interprète cette déclaration comme un narratif qui lui permet de rapprocher son travail de la musique rock - à qui est lié le mythe du « coeur qui saigne à l'encre sur la page » - tenue en plus haute estime que la pop par la critique.

## Composition

### Paroles
Toutes les chansons sont écrites ou coécrites par Taylor Swift. Les coauteurs sont, selon les pistes, Jack Antonoff, Aaron Dessne. Pour le titre sur lequel ils sont chacun en featuring, Post Malone et Florence Welch. Swift est l'auteure unique de My Boy Only Breaks His Favorite Toys, Who's Afraid Of Little Old Me ?, The Black Dog, Peter et The Manuscript,.
L'album commence par un poème inédit de Stevie Nicks. La raison serait que le titre You're on your own kid de Taylor Swift (Midnights, 2022) aurait ému la chanteuse américaine.
Durant environ deux heures, il s'agit d'un « album long ».

#### Thèmes

##### Propos généraux
L'œuvre a pour thèmes principaux les déconvenues amoureuses de la chanteuse,,,, ses doutes, et les conséquences de sa célébrité sur sa vie,. Il traite aussi de « la difficulté de se relever dans les moments les plus difficiles », de « la tentation de masquer son mal-être derrière des sourires feints », de la drogue et de la santé mentale,.
Comme la plupart des albums de Taylor Swift, plusieurs chansons sont autant de variations sur un même sujet. Ces thèmes sont habituels, chez Swift, mais, selon Vogue, leur assemblage participe « à forger la mythologie contemporaine de l'artiste ».
Il s'agit d'un album mélodramatique de confessions et d'introspection,, intime et complexe. Pour Le Devoir, Swift ne cherche pas à montrer le monde sous un jour nouveau à son public, mais à décrire son monde intérieur. Selon le magazine musical Tsugi, The Tortured Poets Department appartient au genre de l'autofiction. TTPD est un album très personnel de Taylor Swift,, et l'un des plus tristes.
La majorité des titres est irriguée par des émotions et sentiments forts : rage, colère, urgence, confusion, amertume, vengeance, détresse, douleur, passion et vulnérabilité. L'album est bâti sur l'auto-critique et des émotions poussées à l'extrême, allant jusqu'à l'altération mentale, selon Le Monde, et Vogue,. 
Stéphanie Burt, critique littéraire et professeur d'anglais à Harvard, a une autre analyse : dans la majorité de l'album, Swift sait qu'il vaut mieux ne pas laisser l'amour détruire sa vie, et elle indique comment s'en échapper quand l'amour devient mortifère. 

Selon, Les Échos, les états d'âmes décrits dans cet album sont souvent contradictoires : Swift s'engagerait pleinement et consciemment dans cette contradiction. En présentant ce déluge d'émotions, elle chercherait à se montrer sous son jour le plus complet, à « disséquer l'humaine derrière la diva de la pop ». Elle serait en quête d'absolu.

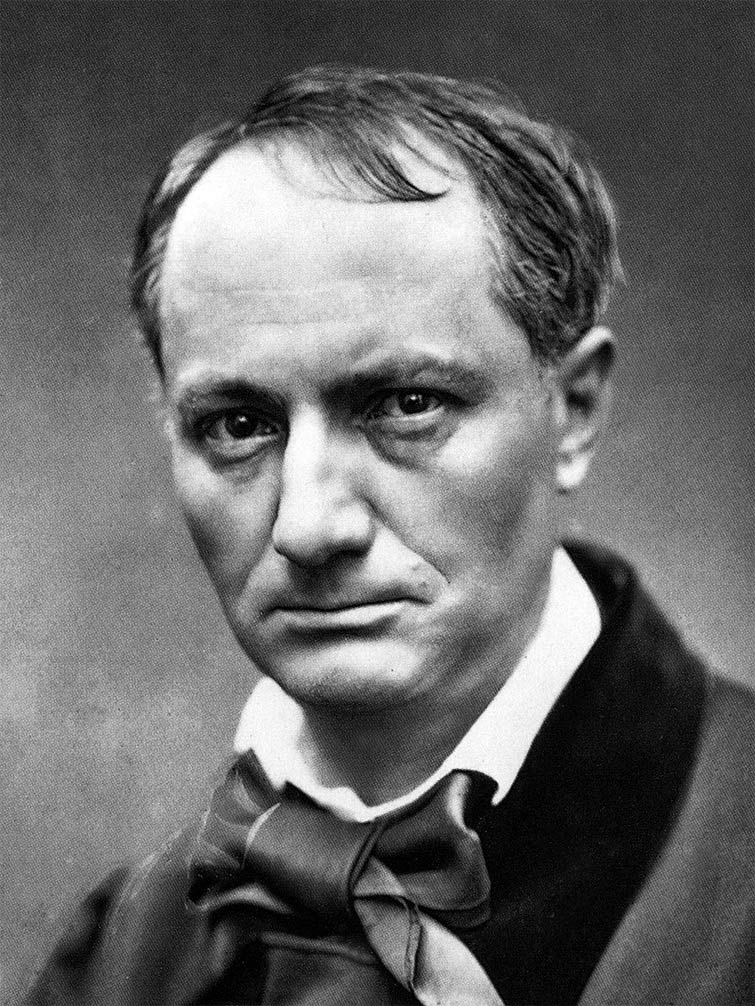
Charles Baudelaire, un poète maudit emblématique.

Par l'intitulé du titre et le contenu de The Tortured Poets Department, l'auteure s'inscrit dans l'archétype des poètes maudits. En même temps, elle s'en détache, le commente, s'en moque, et se moque d'elle-même. Dans le titre éponyme de l'album, elle prend, par l'autodérision, de la distance avec ce mythe : « You're not Dylan Thomas, I'm not Patty Smith. This ain't the Chelsea Hotel, we're modern idiots. » (« Tu n'es pas Dylan Thomas, je ne suis pas Patty Smith. Ce n'est pas l'Hôtel Chelsea, nous sommes des idiots modernes. »),. 
Selon Burt, Taylor Swift est comme un poète maudit : elle se trouve dans une détresse émotionnelle extrême et elle la transforme en art. Mais, pour les poètes maudits, comme Charles Baudelaire, leur douleur vient une condamnation personnelle. Pour Swift, elle lui a été infligée par le monde extérieur. D'où l'ajout du thème de la revanche que Burt analyse comme une revanche féministe.
Quant à Taylor Swift, elle déclare à propos de son album, :
« The Tortured Poets Department. An anthology of new works that reflect events, opinions and sentiments from a fleeting and fatalistic moment in time — one that was both sensational and sorrowful in equal measure. This period of the author’s life is now over, the chapter closed and boarded up. There is nothing to avenge, no scores to settle once wounds have healed »
« The Tortured Poets Department est une anthologie de mes travaux reflétant des événements, des opinions et des sentiments d'un moment fataliste et fugace, qui a pu être, dans une même mesure, aussi sensationnel que triste. Cette période de la vie de l'auteur est désormais terminée, le chapitre est clos et condamné. Il n'y a rien à venger, pas de comptes à régler une fois les blessures cicatrisées. »

##### Les relations amoureuses, en elles-mêmes, et sous l'angle de la célébrité et de la santé mentale
Dans The Tortured Poets Department, Swift analyse un amour mélancolique et déchu ; il est dévoré par sa notoriété presque ingérable ; il alterne entre des phases obsessionnelles et des retours difficiles à la réalité, et l'a conduite au bord de la folie,.
Des titres abordent la célébrité de l'artiste, et l'interaction entre la vie personnelle et la célébrité dans des domaines comme la vie sentimentale et la santé mentale. Par exemple, la chanson Who's Afraid of Lttle Old Me? traite, selon Burt, de la détresse causée par la fin, rendue publique, d'une histoire d'amour. Dans But Daddy I Love Him, Swift répond aux fans qui veulent diriger sa vie sentimentale. La Croix propose une autre interprétation de cette chanson : Swift défendrait son amoureux face à son père, et elle le défendrait face à ses amies dans I Can Fix Him (No Really I Can).
Taylor Swift a souvent traité le thème d'une relation amoureuse asphyxiée par le manque d'attention et le sentiment d'abandon. Par exemple, dans High Infidelity (2022), Tolerate it (2020) et You're Losing Me (2023). Dans TTPD, il est abordé dans So Long London, How Did It End? et loml,. 
Selon Vogue, l'auteure, ici, prête plus d'attention à l'effet du temps sur les sentiments et à « l'érosion des émois du début » qu'à la rupture elle-même . 
Dans How Did It End?, le magazine Elle montre que Swift prolonge le récit médical commencé dans You're Losing Me. Elle utilise, dans cette chanson, la métaphore de son cœur qui ne battrait plus (« Stop, you’re losing me / I can’t find a pulse / My heart won’t start anymore for you » (« Arrête, tu es en train de me perdre / Je ne trouve plus mon pouls / Mon cœur ne démarrera plus pour toi ») ; elle fait l'autopsie de sa relation amoureuse dans How Did It End ? : « We hereby conduct this post mortem » (« Par la présente, nous menons cette autopsie ») ; ou encore : « Our maladies were such/ We could not cure them/ And so a touch that was my birthright became foreign » (« Nos maladie étaient telles/ Que nous ne pouvions les guérir/ Et ainsi un toucher qui était mon droit inné est devenu étranger »).
Elle traite aussi de rupture amoureuse dans My Boy Only Breaks His Favorite Toys. Pour le quotidien québécois Le Devoir, Swift porte un œil neuf, voire caustique, sur les relations amoureuses.

##### La réflexion sur sa propre notoriété et sa carrière
Dans The Tortured Poets Department, Swift se montre pleinement consciente d'elle-même et de sa célébrité,. Elle construit un récit convoquant mythes, personnages et références littéraires.
Selon Vogue, elle construit sa propre mythologie dans les titres Cassandra, par exemple, qui convoque le personnage mythologique de Cassandre, Chloe or Sam or Sophia or Marcus et Clara Bow. Elle renforce son statut d'icône en intégrant un champ lexical religieux. Swift emploie, distord, voire se réapproprie l'imagerie de Dieu. Dieu était une figure fréquente dans sa discographie, habituellement pour l'implorer : elle en fait un usage nouveau. En se réappropriant son histoire, elle se positionne en narratrice toute-puissante.

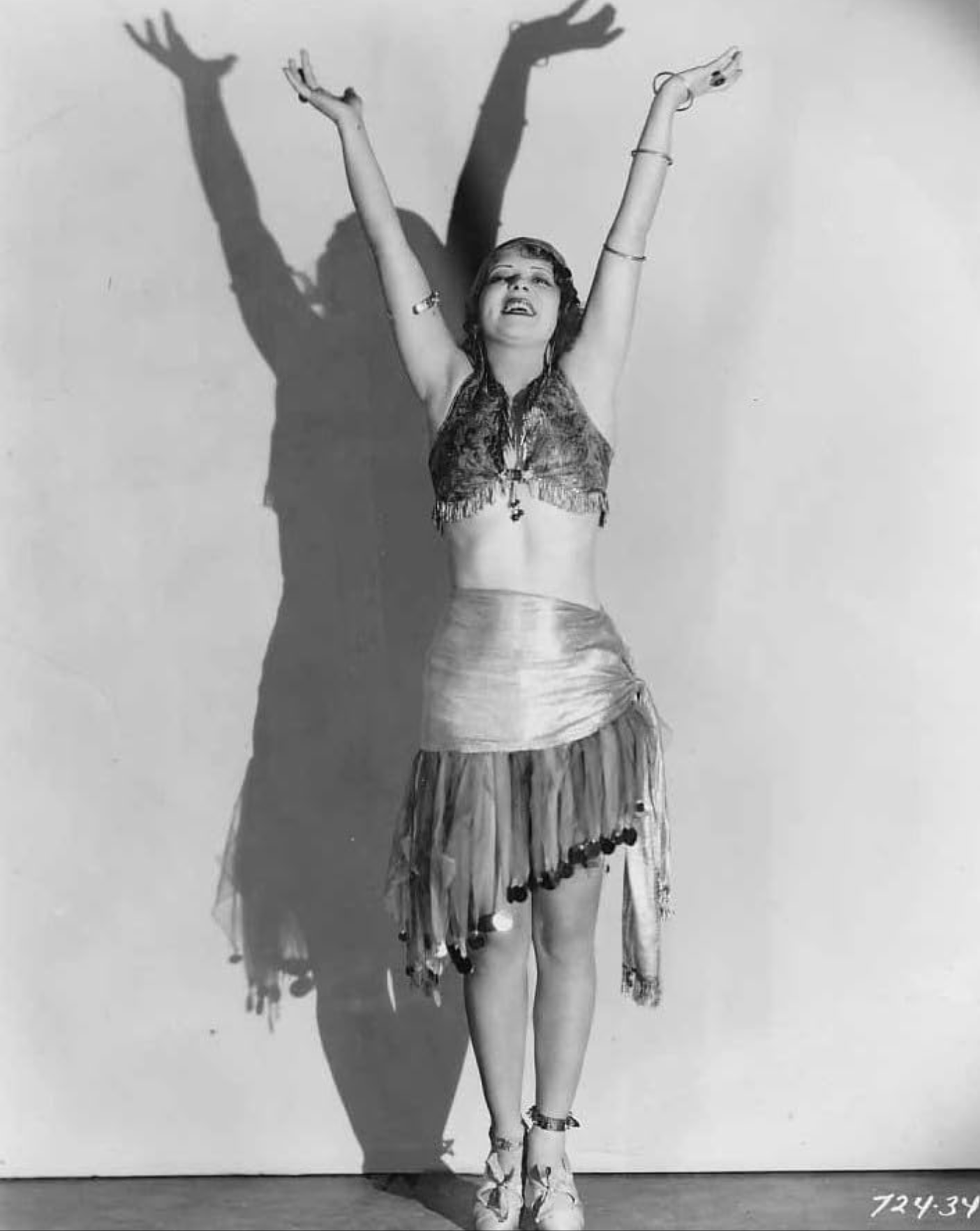
L'actrice et sex-symbol américaine Clara Bow en 1928, évoquée dans le titre éponyme Clara Bow.

Selon les analyses, la chanson Clara Bow parle du gouffre, du double-tranchant qu'est la célébrité entre gloire, surexposition et solitude, de la légende qu'elle devient, de la précarité du statut d'icône féminine, ou encore de la capacité de Swift, par le pouvoir de l'écriture, à se redéfinir comme elle le souhaite en dépit son exposition médiatique. 
Selon le texte de Swift, les icônes pop féminines sont adulées, puis rejetées et sans cesse recyclées. À travers cette chanson, elle se place dans cette lignée. Elle commence par citer Clara Bow, une actrice des années 1920 à qui on l'a souvent comparée, puis elle cite la chanteuse Stevie Nicks, des années 1970, avant de se citer elle-même. 
Selon les Inrockuptibles, elle montre à quel point elle est lucide : elle sait qu'un jour, une nouvelle jeune femme lui sera, à son tour, comparée. Elle chante : « You look like Taylor Swift / In this light, we're loving it. / You've got edge, she never did. / The future's bright, dazzling » (« Tu ressembles à Taylor Swift / Dans cette lumière, on adore ça. / Tu as un avantage qu'elle n'a jamais eu / L'avenir est radieux... éblouissant. »). 
Elle utilise également cet album pour régler ses comptes, avec, notamment, Kim Kardashian et Kanye West, qui l'avaient décriée, dans le titre thanK you aIMee.
À travers la chanson électropop, I Can Do It With A Broken Heart, Swift critique le culte de la performance, en se mettant « musicalement à nu ». La chanson montre la pression sociale exercée pour favoriser la productivité, la performance professionnelle, au mépris de la santé mentale. Elle expose ses blessures de star, évoque la nécessité d'être constamment « opérationnelle » lors du Eras Tour, par exemple, alors qu'elle vivait une rupture amoureuse, et elle entend rendre son message universel. Elle s'inscrit dans sa génération, les millenials, qui, comme la génération Z, remet en cause le carriérisme et valorise la vulnérabilité. Elle y affirme, avec ironie, pouvoir divertir les foules alors qu'elle vit des épisodes dépressifs,.

#### Écriture

##### Style et registre
Le style d'écriture employé par Taylor Swift est cru, direct, mordant et sarcastique, teinté d'humour noir et d'ironie, proche de l'album folklore (2020), détaillé. Selon Le Devoir, son style d'écriture s'apparente à celui de Lana Del Rey.
Son registre, selon Vogue, s'étend du tragique au sublime, en passant par l'épique et la comédie.
Dans le titre Down Bad, Swift utilise une demi rime ; elle y concentre ses instants les plus éprouvants et immatures : « everything comes out teenage petulance. I might just die, it would make no difference ». 
À propos de l'usage des rimes, Taylor Swift utilise habituellement la technique des rimes de voyelles : employer des mots qui ne riment pas exactement, mais qui ont les mêmes voyelles. Cela étend le nombre de mots disponibles pour écrire des fins de vers, contrairement à la poésie classique, tout en conservant des sonorités intéressantes.
Dans Clara Bow, Taylor Swift marque un temps d'arrêt avant la fin de la phrase. Stephanie Burt l'analyse comme l'équivalent musical d'un retour à la ligne en poésie.
Dans cet album, l'autrice montre certaines bizarreries du point de vue des rimes. Certains y ont vu une erreur, un manque d'approfondissement du style, d'autres l'ont analysé comme intentionnelle : attirer l'attention des fans sur certains points.

##### Une écriture chargée de références et de méta-références: le renforcement dulorede Swift

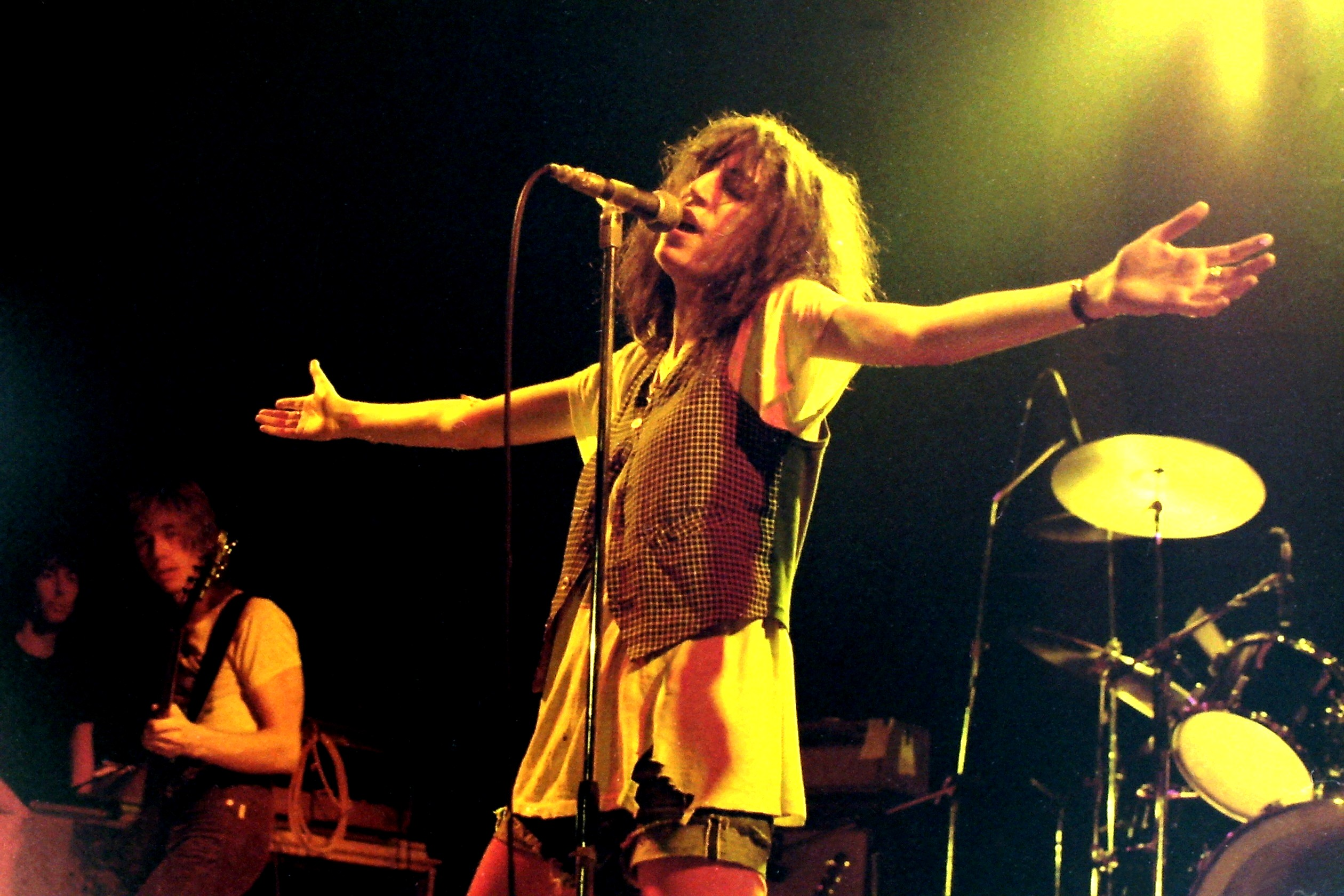
Patti Smith en 1976, mentionnée dans la chanson The Tortured Poets Department.

L'album se construit sur de nombreuses références à des personnages, des mythes, ou des œuvres culturelles,. Swift fait aussi référence à ses chansons passées, en maniant l'intertextualité de façon sophistiquée, avec une intensité d'enchevêtrement qu'elle n'avait pas atteinte auparavant. 
Elle crée un véritable jeu de piste en lançant des références : elles sont autant d'indices sur sa vie privée. Toutes ces références mènent souvent à des énigmes. Elles sont des éléments du lore (de l'univers) de Taylor Swift. Les fans en raffolent. Elle ne cesse de les complexifier, album après album,,. Selon Vogue, les références extérieures lui permettent de renforcer sa légende.
Certains chansons font directement référence à des artistes, des icônes populaires et des lieux emblématiques antérieurs. Sont directement mentionnés Clara Bow, Stevie Nicks, Dylan Thomas, Patti Smith et l'Hôtel Chelsea, hôtel bon marché connu pour avoir hébergé des artistes célèbres alors sans-le-sou. Charlie Puth, chanteur contemporain, est également cité. 
Le magazine Time émet l'hypothèse que la « Lucy » et le « Jack » mentionnés dans la chanson titre The Tortured Poets Department sont l'artiste Lucy Dacus, amie de longue date de son ancien petit ami Matty Healy, et le producteur Jack Antonoff, collaborateur de Swift, et qui aurait été « l'entremetteur » du couple.
Les références sont également littéraires. Des références shakespeariennes, notamment à Hamlet, sont relevées par la presse. La chanson The Albatross aurait été écrite en référence au poète Samuel Taylor Coleridge. But Daddy I Love Him évoque La Petite Sirène.
Taylor Swift fait également des allusions à sa vie personnelle à travers ses chansons. D'où les spéculations sur qui pourrait avoir inspiré tel titre. Par exemple, le magazine Elle attribue à Joe Alwyn les chansons : How Did It End?, So Long London et lolm. Elle a été en couple avec lui durant plus de six ans. Swift aurait accordé une part importante de l'album à son ancien petit ami, de courte durée, Matty Healy. Cette hypothèse se fonde sur les paroles, mais également sur l'identité visuelle de l'album (les machines à écrire), et sur la composition musicale.
Les chansons sur des thèmes récurrents comprennent aussi des clins d'yeux à son travail antérieur. Le magazine Rolling Stone les analyse comme un dialogue entre son âme d'adolescente et son âme d'adulte. Par exemple, la chanson éponyme The Tortured Poets Department fait écho à White Horse : il figure sur l'album Fearless (2008), sorti alors que Swift n'avait que 18 ans. Les deux chansons traitent d'une romance qui, contrairement à ce que les amoureux auraient pu penser, n'est ni légendaire ni féérique. De plus, le poète Dylan Thomas, cité dans The Tortured Poets Department, est mort dans un bar nommé White Horse Tavern,.
Selon le magazine The New Yorker, l'usage des références, et de certaines bizarreries d'écriture, est une façon pour Taylor Swift d'étendre son lore (son univers). Elle le construit depuis onze albums, avec des récits complexes et séquentiels, contextualisés par des changements multiples de perspectives. Par exemple, au moyen de plusieurs éléments, les fans ont relié la chanson de TTPD Iamgonnagetyouback (2024), à la chanson Fallingforyou de The 1975. Un de ses éléments était une rime de wife (« épouse ») avec bike (« vélo ») et qui fut, d'ailleurs, critiquée par la presse. La chanson Fallingforyou fut écrite par Matty Healy, ex-petit-ami de Swift. Les fans l'ont aussi relié à la chanson Blank Space (2014) de Swift : ce qui a entraîné une nouvelle lecture : la chanson aurait donc été écrite à propos de Matty Healy.

### Musique

#### Propos généraux
Les chansons sont toutes coproduites par Taylor Swift, avec le concours soit de Jack Antonoff, soit d'Aaron Dessner (en), soit des deux, pour les titres But Daddy I Love Him et ThanK you aIMee. En revanche, I look into people windows est aussi coproduite par Patrik Berger. Enfin, les titres Clara Bow et The Prophecy sont accompagnés par les cordes du London Contemporary Orchestra dirigé par Robert Ames (en), chef d'orchestre et violoniste britannique.

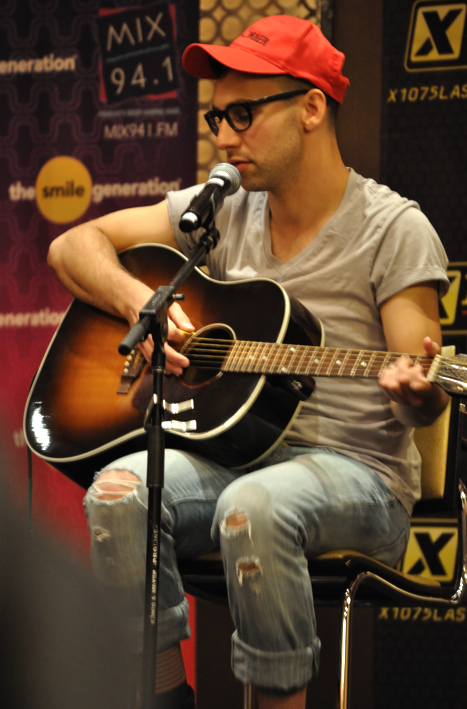
Jack Antonoff, un des coproducteurs de l'album.

Du point de vue du genre musical, l'album est patiné de sonorités synthpopeighties, qui évoquent Midnights et qui donnent une teinte reconnaissable à l'identité sonore de Swift. Il est très varié. Majoritairement pop, il emprunte à différents genres. On trouve, par ordre décroissant de fréquence : la musique pop, le folk, le rock, comme dans la chanson Florida !!!, l'électro et la country. 
Tous les genres que Swift avait déjà utilisés sont représentés, à l'exception du RnB (minoritaire dans son œuvre). La pop y est majoritaire. Les titres typiquement de genre synthpop sont : The Tortured Poets Department, My Boy Only Breaks His Favorite Toys ou I Can Do It With A Broken Heart. But Daddy I Love Him est composé avec des effets importants de réverbération.
L'album emprunte des éléments caractéristiques de l'album Midnights, notamment la synthpop ; il emprunte aussi à l'album Folklore (2020) sa folk douce et minimaliste,,. Les pistes coproduites par Antonoff usent de synthétiseurs et de programmations rythmiques. Celles coproduites par Dessner sont davantage acoustiques,,,. Selon le magazine Vogue, l'intention de Swift est de faire se côtoyer la synthpop scintillante d'Antonoff, plutôt présente dans la première partie et la mélancolie folk de Dessner, plutôt présente ensuite, afin refléter la dualité de l'album, qui est un double album.
Le son de l'album est intimiste. La plupart des chansons sont des ballades. Une seule piste de la première partie a un tempo rapide : I Can Do It With A Broken Heart. Selon Le Devoir, Swift ne cherche pas à utiliser des mélodies entraînantes, mais plutôt à trouver « l'air nuancé qui s'incruste discrètement dans nos tympans ».

#### Ressemblances et références
Musicalement, l'album est typique de l'œuvre de Taylor Swift,.
Beaucoup de ses caractéristiques musicales sont présentes : les mélodies sur une seule note, qui visent à mettre en valeur les paroles et créent un effet explosif lorsque la note change ; l'usage de mesures à quatre temps et d'un rythme syncopé. Une syncope décale l'accentuation, crée un effet de surprise et met en valeur une parole (effet souvent recherché par Swift), et rend ainsi la musique plus dansante.

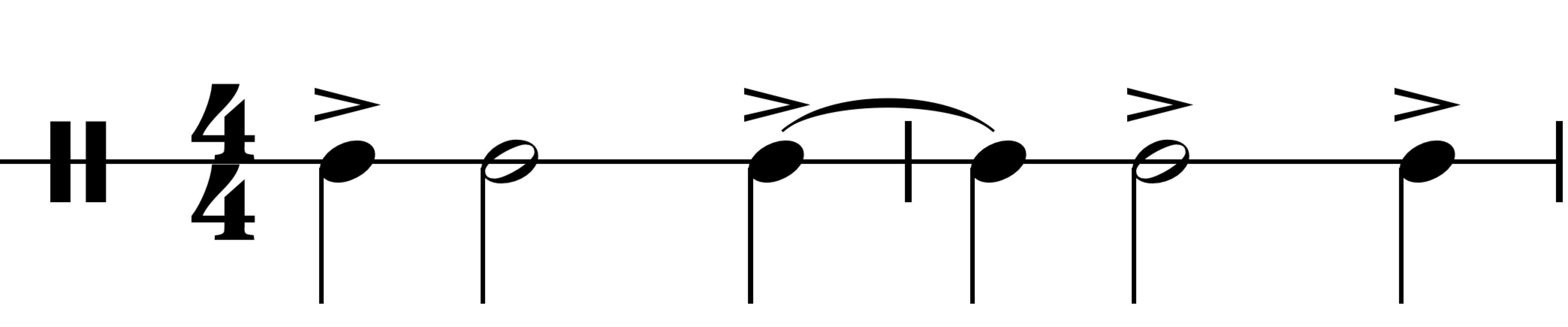
Exemple d'une syncope, en musique, dans une mesure à 4 temps qui compte normalement le 1er et le 3e temps comme temps forts. On peut observer qu'une valeur rythmique (la blanche) occupe le 2e temps et le 3e temps. Ainsi Le temps fort est décalé du 3eau 4e temps de la mesure, créant un effet de surprise. Sur la mesure suivante, le 4e et le 2e temps sont accentués. Il s'agit donc également d'une syncope.

De plus, Swift utilise, dans cet album, une progression et des suites d'accord récurrentes dans sa discographie. En effet, 40 % des chansons de l'album, comme The Prophecy, Peter ou The Bolter, sont construites sur la suite d'accords suivante : do majeur, sol majeur, la mineur et fa majeur. Cette suite d'accords se retrouve dans plusieurs dizaines de chansons de Swift, dont plusieurs de ses tubes : Tim McGraw (2006), Love Story (2008), All Too Well (2012), Out of the Woods (2014), Gorgeous (2017), The Man (2019), betty (2020), Champagne Problems (2020) ou encore Anti-Hero (2022). Selon le compositeur pop au Conservatoire de Genève Bruno Dias, une telle répétition est habituelle chez les artistes pop. Elle a l'intérêt de ne pas gêner l'oreille des auditeurs et de rendre la musique accessible à tous. L'efficacité est préférée à l'expérimentation vers des sonorités plus originales.
Les thèmes de l'album sont sombres, mais plus de 80 % des chansons de l'album sont composées en mode majeur. Cela crée un contraste entre des paroles plutôt tristes et la mélodie plutôt joyeuse qui les accompagne. C'est très flagrant dans I Can Do It With A Broken Heart, avec un sens particulier : la musique optimiste fait miroir à des paroles qui décrivent des émotions négatives derrière des sourires feints. Cette dichotomie est typique de Taylor Swift. De plus, la mode majeur serait plus commercial.
Des références sont présentes dans les paroles des chansons, et c'est aussi le cas dans la musique.
The New Yorker note des références musicales aux travaux antérieurs de Taylor Swift, et à ceux de Matty Healy, chanteur britannique, et ancien petit-ami dont la fréquentation avait été mal perçue. Le magazine estime que ces ressemblances ne sont pas un manque de créativité, mais qu'elles sont intentionnelles ; comme pour les références dans les paroles, elles servent à étendre le lore de Swift, elles donnent une nouvelle dimension à ses titres. 
Par exemple, So Long London présente des motifs similaires à ceux de la chanson Dress, de l'album Reputation (2017). So Long London marque la fin de sa relation avec Joe Alwyn, Dress figurait sur l'album fait au début de sa relation avec lui. Par ces références subtiles, Swift dessine des ouroboros. 
De même, Guilty As Sin sonne comme About You, de Matty Healy : le titre était considéré par le public comme écrit à propos de Swift. Elle semble indiquer, non par les paroles mais par la musique, que Guilty As Sin concernerait Healy. Le magazine note de nombreuses autres similitudes musicales entre TTPD et The 1975, coécrit par son ancien ami Matty Healy. Si ces procédés étaient avérés, Swift susciterait ainsi de nouvelles interrogations sur l'impact de Matty Healy concernant l'ensemble de sa discographie. Elle le connaissait, sans le fréquenter, depuis 2014. À titre d'exemple, certains fans se fondent sur plusieurs indices, et font l'hypothèse que Blank Space (2014) aurait été inspiré par le chanteur britannique.
Pour The New Yorker, l'analyse de la musique et sa ressemblance avec l'album The 1975, indique que cet album est « a grenade that Swift has thrown into her fan universe, and the most poetic thing about it is that it feels like a parallel to the grenade that Healy presumably threw into her life. This grenade has prompted fans to reevaluate the entire past decade of Swift’s work, inspiring millions of people to comb through every lyric of every song in her previous albums » (« une grenade que Swift a jetée dans son lore, et la chose la plus poétique, c'est qu'on la ressent comme le parallèle de la grenade que Healy a vraisemblablement jetée dans sa vie. Cette grenade a invité les fans à réévaluer l'entièreté de la dernière décennie de l'œuvre de Taylor Swift, incitant des millions de gens à passer au crible chaque parole de chaque chanson de ses anciens albums »).
Selon le musicologue Pierre-Do Bourgknecht, But Daddy I Love Him est musicalement une référence à Everytime de Britney Spears, et Swift y utilise un timbre de voix proche de celui de Spears. Il décèle également un écho du générique de la série Friends (I’ll be there for you des Rembrandts) dans la chanson The Albatross. Bourgknecht explique qu'en tant qu'artiste pop, Swift emploie le vocabulaire de la pop, que les acteurs de la pop culture partagent et réutilisent.

## Identité visuelle et promotion
L'identité visuelle de l'album se caractérise par l'usage du noir et blanc. Il se retrouve dans la section du Eras Tour dédiée à TTPD.

### Titre, pochette et prologue

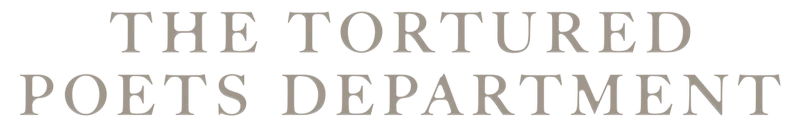
La police d'écriture du titre de l'album.

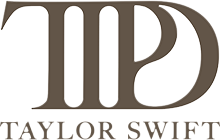
Le logo de The Tortured Poets Department.

L'album s'intitule The Tortured Poets Department.
La pochette de l'album initial affiche, à l'avant, une photographie en noir et blanc, réalisée par la photographe américaine Beth Garrabant (en). Elle travaille avec Swift depuis plusieurs années. La pochette est dévoilée dès l'annonce de l'album. La photographie montre la chanteuse, vêtue de noir, allongée sur un lit de draps blancs. Entertainment Weekly estime qu'il s'agit de sa pochette d'album la plus sensuelle, la pose évoque une artiste torturée. Au dos, une seconde photographie de Swift la montre courbée, avec la main sur son front, et comporte ce vers : « I love you, it's ruining my life » (« Je t'aime, ça ruine ma vie. »).
Les titres bonus, annoncés les uns après les autres, s'accompagnent du dévoilement de nouvelles pochettes. Elles sont aussi l'oeuvre de Beth Garrabant,. Celle du morceau bonus The Bolter est une photo de Swift aux tons sépias, similaire à la pochette de l'album. La pochette de The Black Dog est dans des tons plus sombres.

### Promotion avant la sortie de l'album
Son annonce de l'album durant les Grammys est considérée comme un coup promotionnel fort,. Swift a dévoilé ensuite différents variants au cours des concerts de sa tournée mondiale. Par ailleurs, l'édition de variants est une technique pour multiplier les ventes, car des fans achètent plusieurs variants du même album,.
Le 17 avril, deux jours avant sa sortie, toutes les chansons de l'album ainsi que les chansons bonus des quatre variants, « fuitent » sur les réseaux sociaux. Cette fuite entraîne le bannissement des mots-clefs « Taylor Swift leak » (« Taylor Swift fuite ») de la fonction recherche de l'application Twitter.
Deux heures après la sortie de The Tortured Poets Department sur les applications de diffusion, Taylor Swift annonce une édition 2AM intitulée The Tortured Poets Department :The Anthology comprenant 15 chansons supplémentaires,.
L'album est considéré comme l'album le plus attendu de l'année. Certains considèrent que Swift est attendue au tournant pour ce onzième album. Pour les journalistes français, et le public, qui avaient tardé à s'intéresser à la chanteuse,,, son phénomène intrigue,.

#### Faible promotion initiale

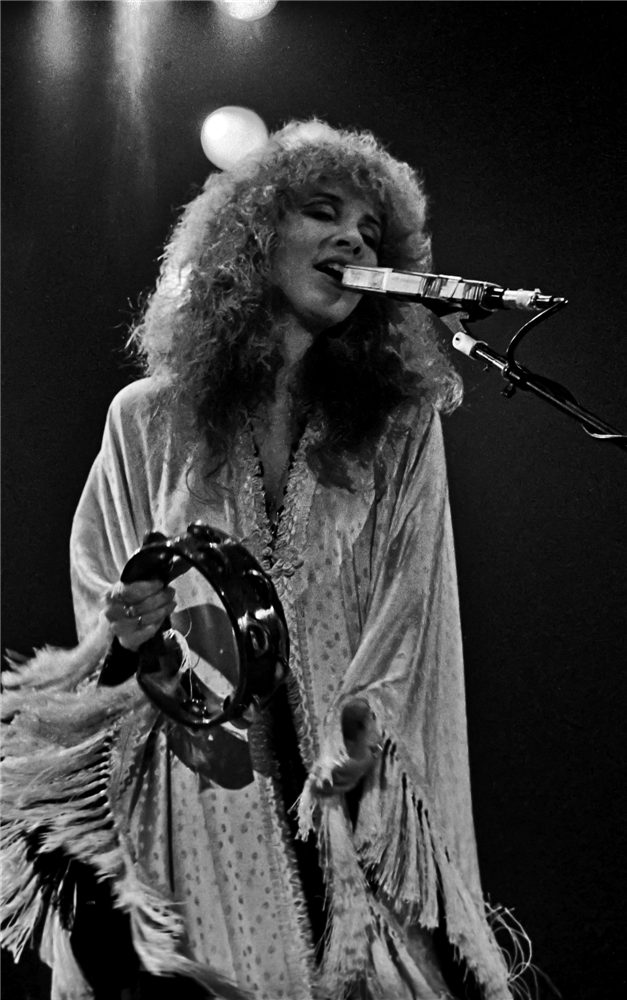
La chanteuse Stevie Nicks en 1980, à qui l'extrait « Crowd goes wild at her fingertips / Half moonshine, full eclipse » faisait référence, sans que le public le sache alors.

En dehors des annonces de l'album et de ses variants, Swift ne fait presque pas la promotion de l'album jusqu'à la dernière semaine avant la sortie. La dernière semaine, elle n'accordera pas d'interview.
Taylor Swift se présente comme « la présidente du département des poètes maudits ». The Tortured Poets Department (TTPD) est pressenti comme une disque de rupture amoureuse.
L'identité visuelle de l'album s'affiche dans un camaïeu de gris-beige. Une théorie, populaire parmi les fans de la chanteuse, voudrait que les différentes versions de l'album, et leurs nuances de gris-beige correspondantes, représentent les étapes du deuil amoureux. Deux semaines avant la sortie de l'album, Taylor Swift publie sur Apple Music une série de playlist reprenant cette théorie. Elle poste 5 playlists constituées de ses anciennes chansons pour décrire les 5 étapes du deuil, donnant un avant-goût du thème de ce nouvel album.
À l'occasion de l'éclipse solaire du 8 avril 2024, Swift publie un extrait des paroles d'une des chansons de l'album mentionnant une éclipse : « Crowd goes wild at her fingertips / Half moonshine, full eclipse » (« La foule se déchaîne du bout de ses doigts/ Demi clair de lune, éclipse totale »).

#### Intensification d'une promotion énigmatique
La promotion s'intensifie dans la semaine de la sortie. Les messages cachés et le dévoilement d'indices via les réseaux sociaux sont une stratégie marketing de Swift depuis plusieurs années, elle accroît l'engagement des fans.
Le 13 avril, Apple Music dévoile son partenariat avec Taylor Swift : révéler un nouveau mot issu de l'album chaque jour. Un indice est posté sur les réseaux sociaux ; il dirige les internautes vers un morceau de l'album, différent chaque jour ; des lettres sont capitalisées. Jour après jour, les lettres assemblées épellent la phrase suivante : « We hereby conduct this post mortem » (« Par la présente, nous menons cette autopsie »),.

Le 14 avril, Swift annonce l'ouverture des précommandes d'un nouveau variant vinyle de l'album (« phantom clear » ), disponible en exclusivité dans les supermarchés Target. Ce partenariat remonte à son album Fearless (2008). Cette édition comporte un livret relié : il présente les répliques des paroles écrites à la main par Taylor Swift, des photos « rares », et la chanson bonus The Manuscript,. Elle en profite pour dévoiler une nouvelle citation : « I wish I could unrecall how we almost had it all » (« J'aimerais pourvoir oublier à quel point nous avions presque tout »).

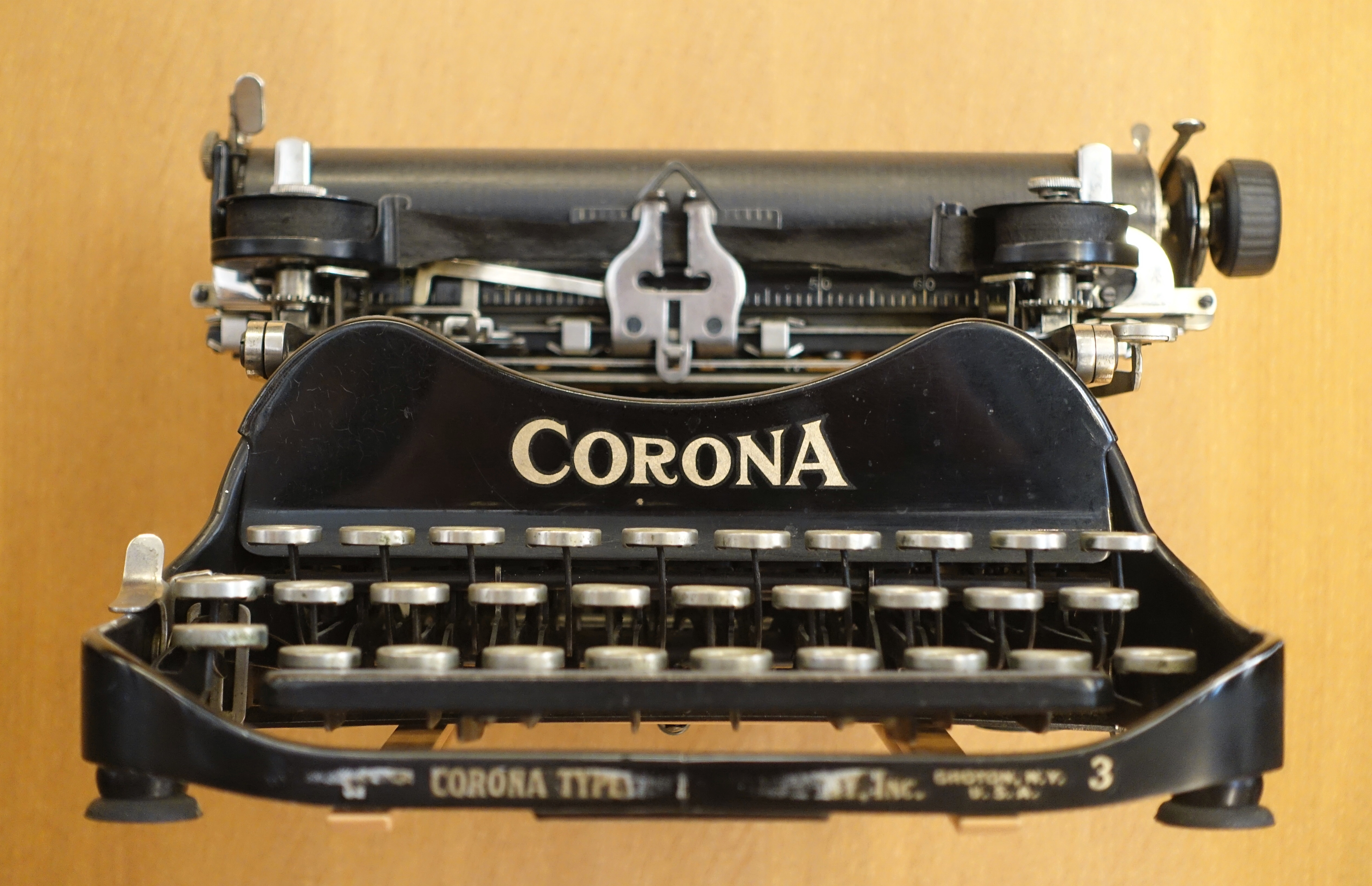
Une machine à écrire, élément-clef de l'identité visuelle de The Tortured Poets Department.

Trois jours avant la sortie de TTPD, la chanteuse collabore avec Spotify pour monter une installation temporaire simulant une bibliothèque, dans le centre de Los Angeles. L'installation présente l'univers du futur album ; les visiteurs sont encouragés à découvrir des indices de cet album : livres, machines à écrire, voiles en dentelle et tambourins. Le pop up est un succès : il faut près de quatre heures d'attente pour y accéder. 
Spotify couvre l'événement. Ses réseaux sociaux indiquent que les « fans should keep their eyes peeled at the event and on Taylor's countdown page for surprises leading into Friday's release. » (« Les fans devraient rester à l'affût de l'événement et du décompte, sur la page de Taylor, des surprises avant la sortie [de l'album] le vendredi »). Des vidéos mettent en scène la chanteuse et des machines à écrire : la plateforme dévoile des paroles supplémentaires la même semaine. L'usage des machines à écrire est analysé a posteriori comme une allusion à l'ancien petit-ami de Swift, Matty Healy.
Le même jour, Taylor Swift lance un jeu de piste. Des affiches flanquées d'un code QR géant apparaissent dans plusieurs villes du monde comme Paris, Melbourne, Pinheiros ou encore Londres. Chacun ouvre un YouTube Shorts dévoilant une lettre,,. Mises bout à bout, les lettres forment l'expression « For a fortnight » (« Pendant une quinzaine de jours ») : l'expression mène à une page de son site internet, avec un décompte dont la fin est prévue pour le 18 avril à 20 heures, heure française (2 pm. heure de l'Est). À la fin du décompte, est annoncé le premier single de l'album, Fortnight en duo avec Post Malone.
Au cours des semaines après la sortie de l'album, la promotion reste très limitée .

### Singles

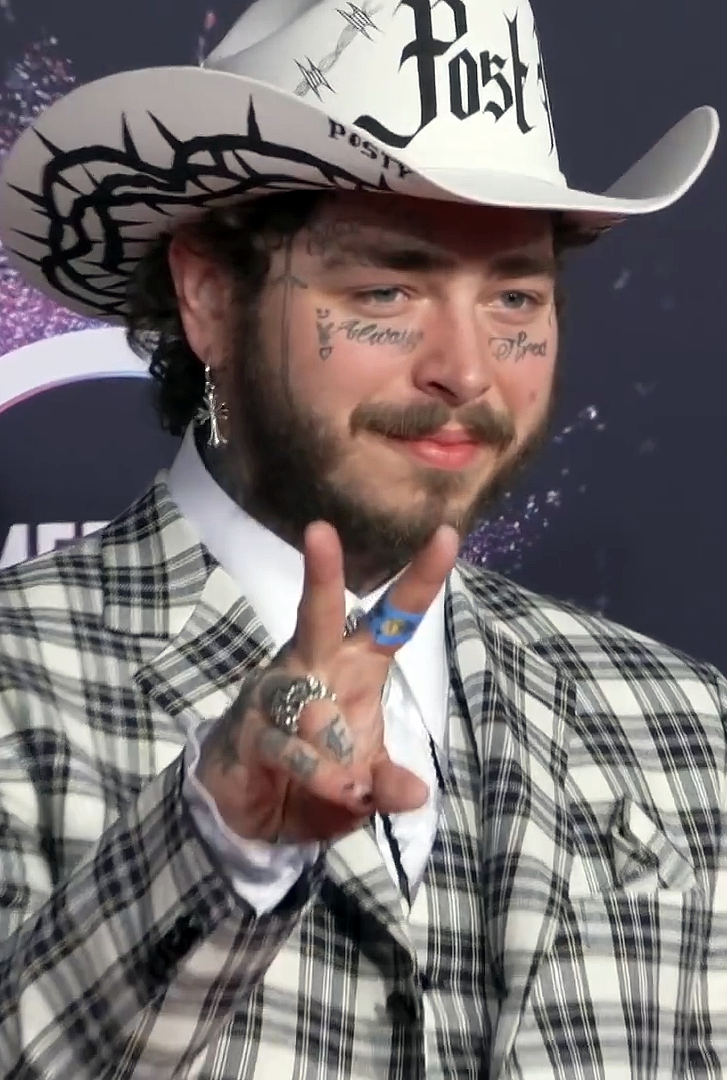
Le chanteur Post Malone, en featuring sur le titre Fortnight.

#### Fortnight
Le premier single de l'album est Fornight, en collaboration avec Post Malone. La musique, douce, est de genre synthpop aux influences des années 1980.

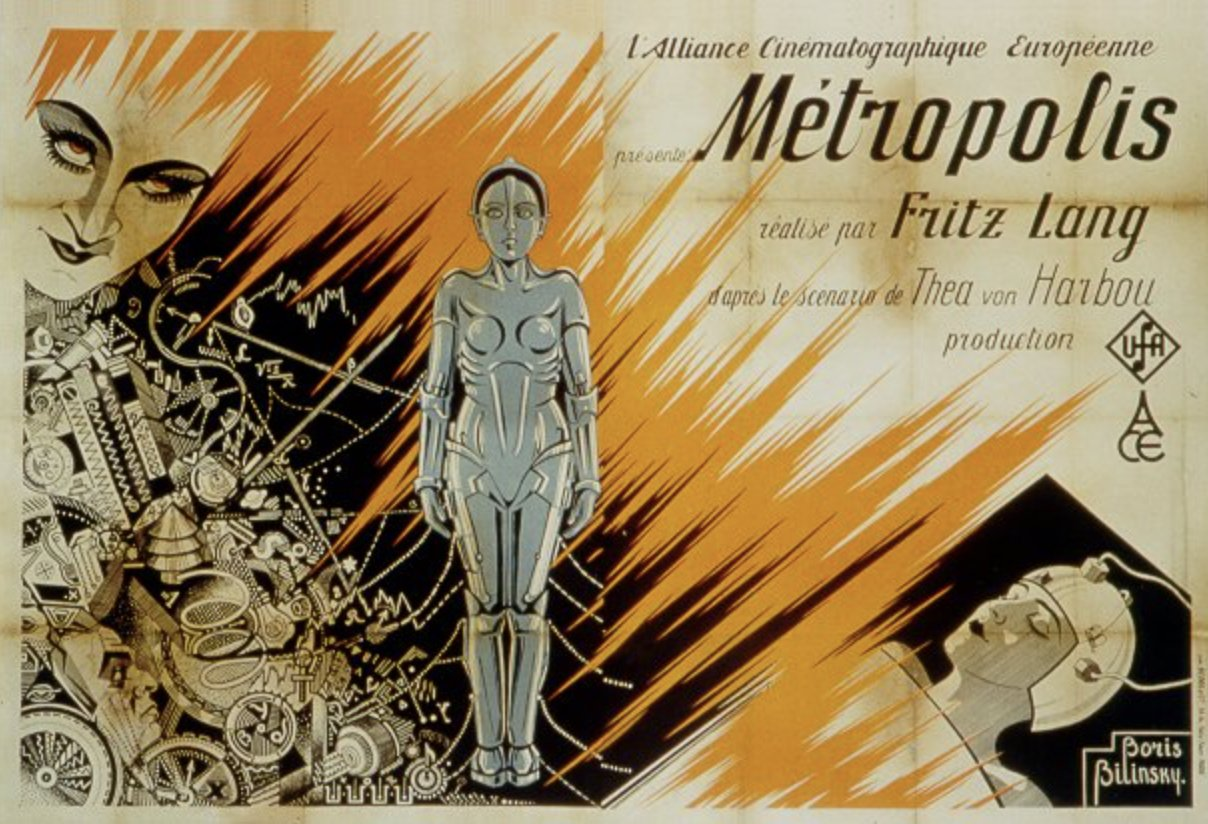
L'affiche du film Metropolis, qui serait une des inspirations du clip de Fortnight.

Le clip, scénarisé et réalisé par Taylor Swift elle-même, sort sur YouTube le 20 avril. Il cumule 33 millions de vues en trois jours. Uniquement en noir et blanc, il présente une esthétique très soignée. Il se déroule principalement dans un asile psychiatrique. Le magazine Première note des références à l'époque des Roaring Twenties, au film Metropolis (1927), au Cabinet du Dr Caligari (1920). Il y décèle aussi une inspiration de la période victorienne et de Frankenstein ou le Prométhée moderne.

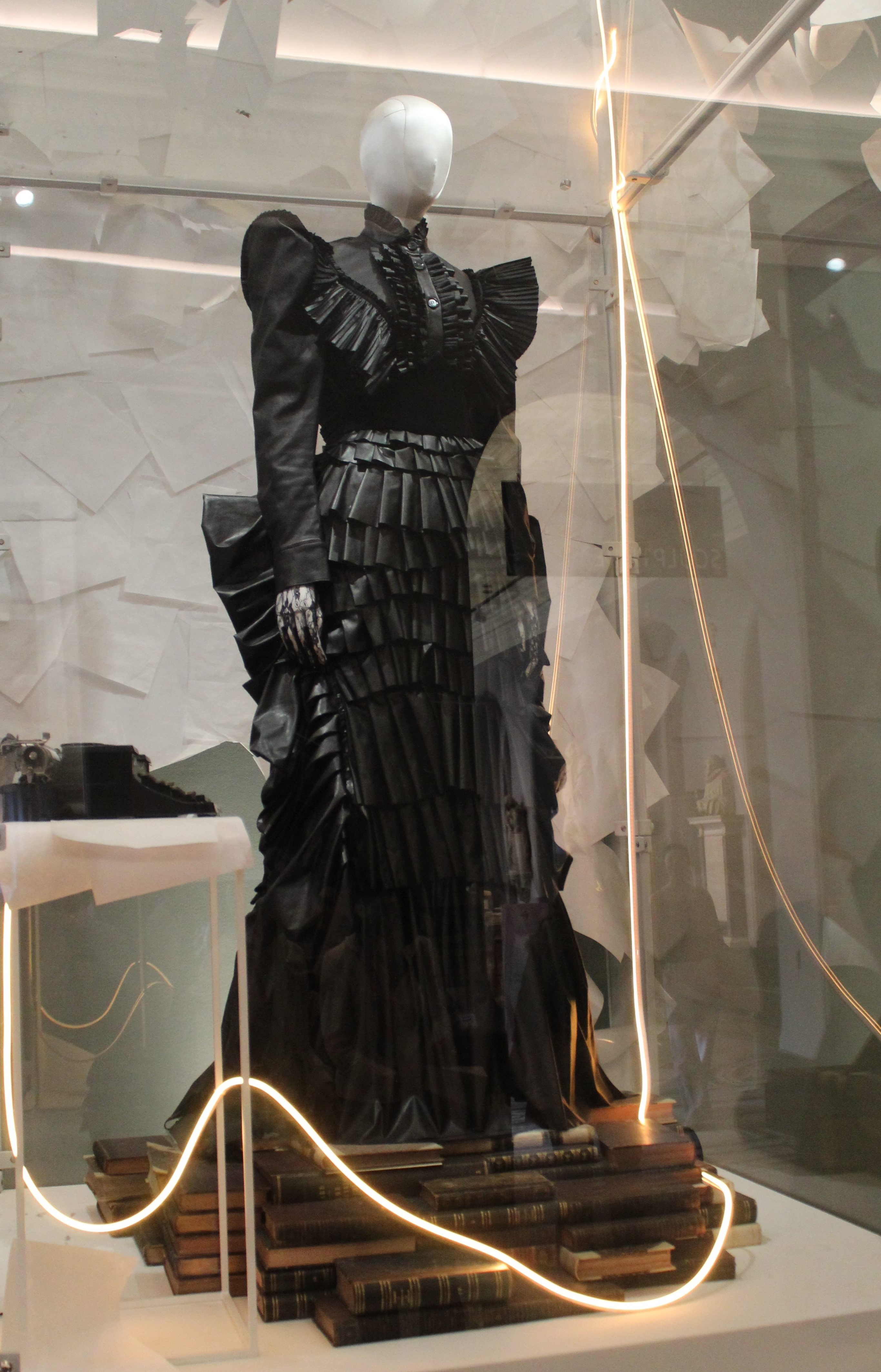
Une des robes portées par Taylor Swift dans le clip de Fortnight.

Le jour de sa sortie, la chanson devient la plus diffusée en 24 heures, avec plus de 25 millions de diffusions. Elle dépasse All I Want For Christmas Is You de Mariah Carey. Elle est également la chanson la plus rapide à atteindre les 100 millions de diffusions : seulement 6 jours. Elle bat le record de Miley Cyrus et sa chanson Flowers.
Un remix sort en le 21 mai. Il est effectué par la disc jockey Blond:ish.

#### I Can Do It With a Broken Heart

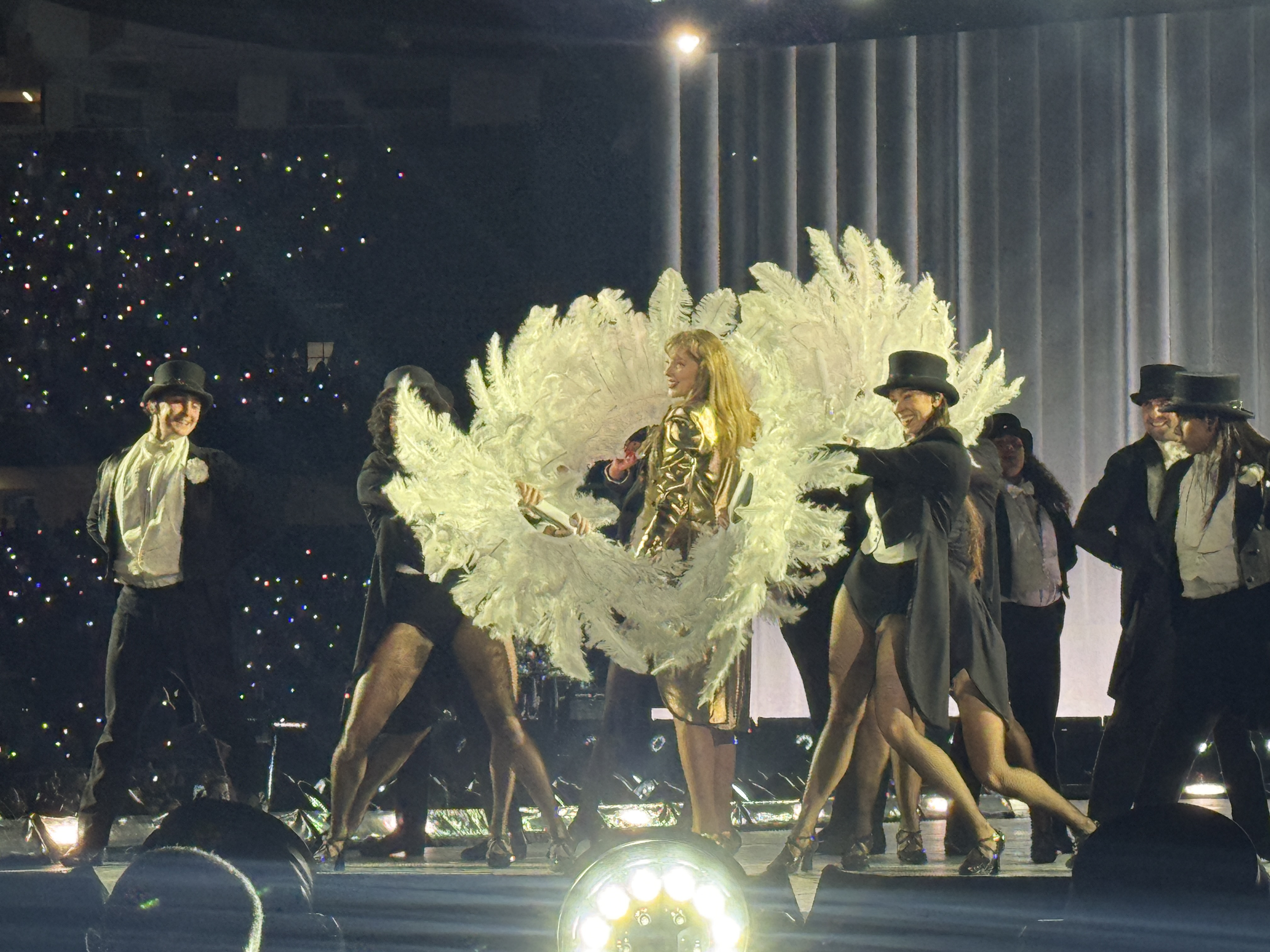
Taylor Swift et ses danseurs, interprétant I Can Do It With A Broken Heart, le 26 octobre 2024 à la Nouvelle-Orléans, lors du Eras Tour.

La chanson I Can Do It With A Broken Heart, qui n'est pas encore un single, devient virale sur la plateforme TikTok,. Deux semaines après la parution de l'album, elle sert de bande-son à 115 000 contenus. Les créateurs, majoritairement féminins, mettent en scène les paroles de la chanson. Elle montrent comme la pression sociale veut occulter leurs émotions, face aux responsabilités de la vie quotidienne. Le succès de la chanson la place alors à la troisième place du Billboard Hot 100.
La chanson est envoyée aux radios italiennes le 2 juillet 2024, en tant que second single de l'album. Elle est annoncée officiellement comme second single le 16 juillet 2024, via Twitter. La pochette du single est une photo de la performance de la chanson, prise lors de la première représentation du Eras Tour à Lyon, le 2 juin 2024 au Groupama Stadium. L'image, du noir-et-blanc caractéristique de l'identité visuelle de TTPD, montre une Taylor Swift, souriante, au milieu de grandes plumes blanches,.
Le 21 août 2024, Taylor Swift met en ligne le clip du single. La vidéo est constituée d'images issues des coulisses de la section européenne du Eras Tour, des répétitions pour les chansons de TTPD , des performances scéniques, et de la joie des fans. Le clip est marqué par une forme de joie et de célébration, une mélodie et un rythme enjoués, et il accompagne des paroles assez sombres : elles racontent le chagrin d'amour de la chanteuse qui devait continuer sa tournée .

### Tournée
Pour un article plus général, voir The Eras Tour.

Des titres de The Tortured Poets Department sont inclus, pour la première fois, dans le Eras Tour, le 9 mai 2024 à la Paris la Défense Arena (Nanterre),, plus d'un an après le début de la tournée,. Les interrogations couraient sur la place de cet album au sein du spectacle, et sur sa présence même dans la tournée,,. C'était la première date européenne de cette tournée, et la première représentation après la sortie de l'album. La section intervient après celle de 1989 et avant la scène acoustique des chansons surprises,. Le tableau de TTPD est rebaptisé : « Female Rage : The Musical » (« Colère de femme : la comédie musicale »).

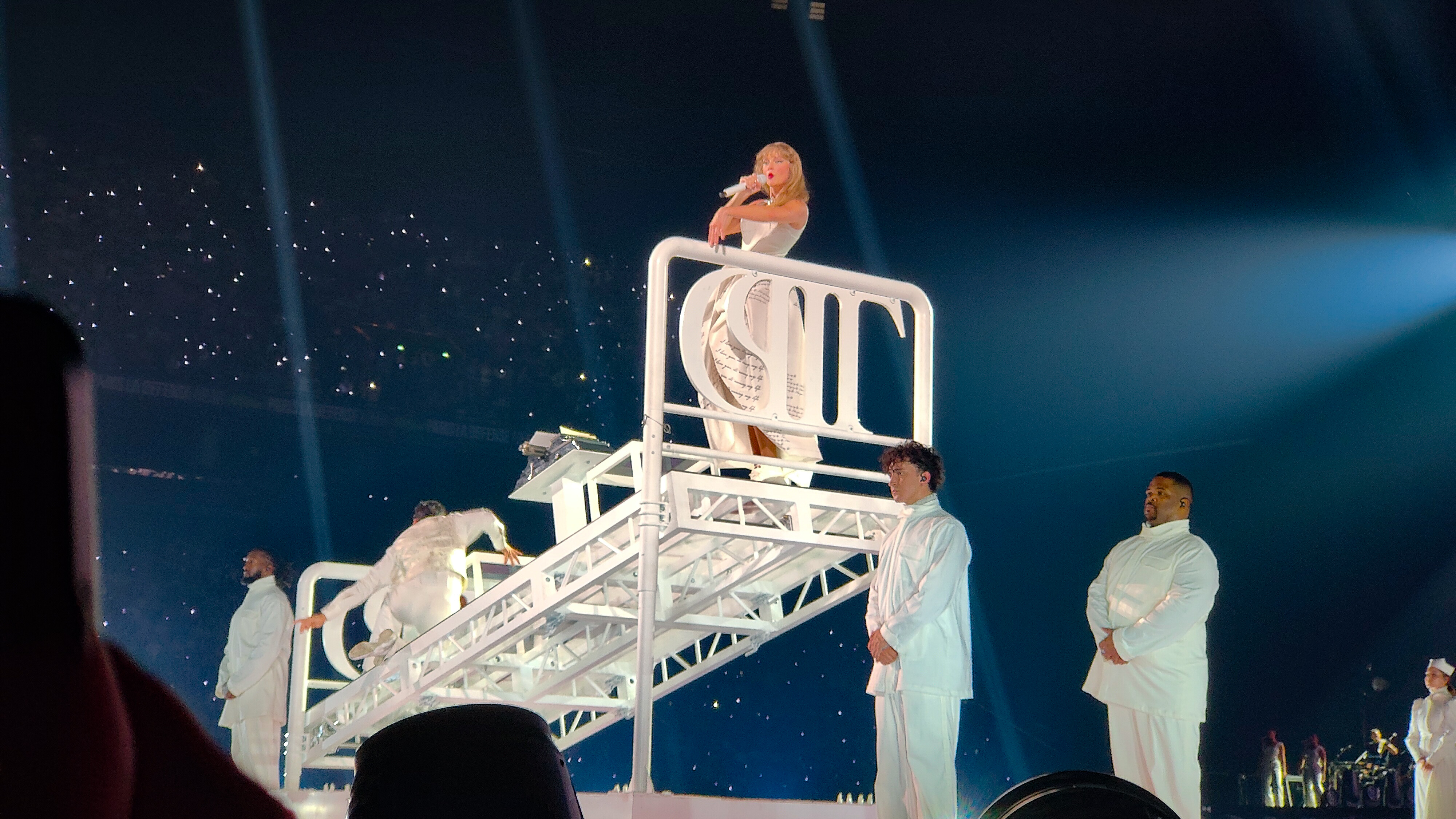
Taylor Swift interprétant Fortnight à Paris la Défense Arena.

Les chansons interprétées sont, dans l'ordre :
1. But Daddy I Love Him
2. So High School
3. Who's Afraid Of Little Of Me ?
4. Down Bad
5. Fortnight
6. The Smallest Man Who Ever Lived
7. I Can Do It with a Broken Heart

Chapitre plus mélancolique et dramatique, il incorpore des visuels principalement en noir et blanc, des décors, des changements de costumes et des chorégraphies théâtrales. La scénographie se distingue par l'usage de machines à écrire, typiques de l'identité visuelle de l'album, et un style vaguement inspiré des vieux films hollywoodiens.

Swift est vêtue d'une robe corset blanche, et d' un ras-du-cou noir signés Vivienne Westwood. La robe porte des inscriptions poétiques et évoque le clip de son single Fortnight. Pour Le Monde, cette tenue évoque à la fois son besoin vital d'écriture et un cadre hospitalier anxiogène. Les danseuses sont habillées en infirmières pendant qu''elle interprète Fortnight, dans un lit blanc tournant et chavirant, face à un autre danseur,.

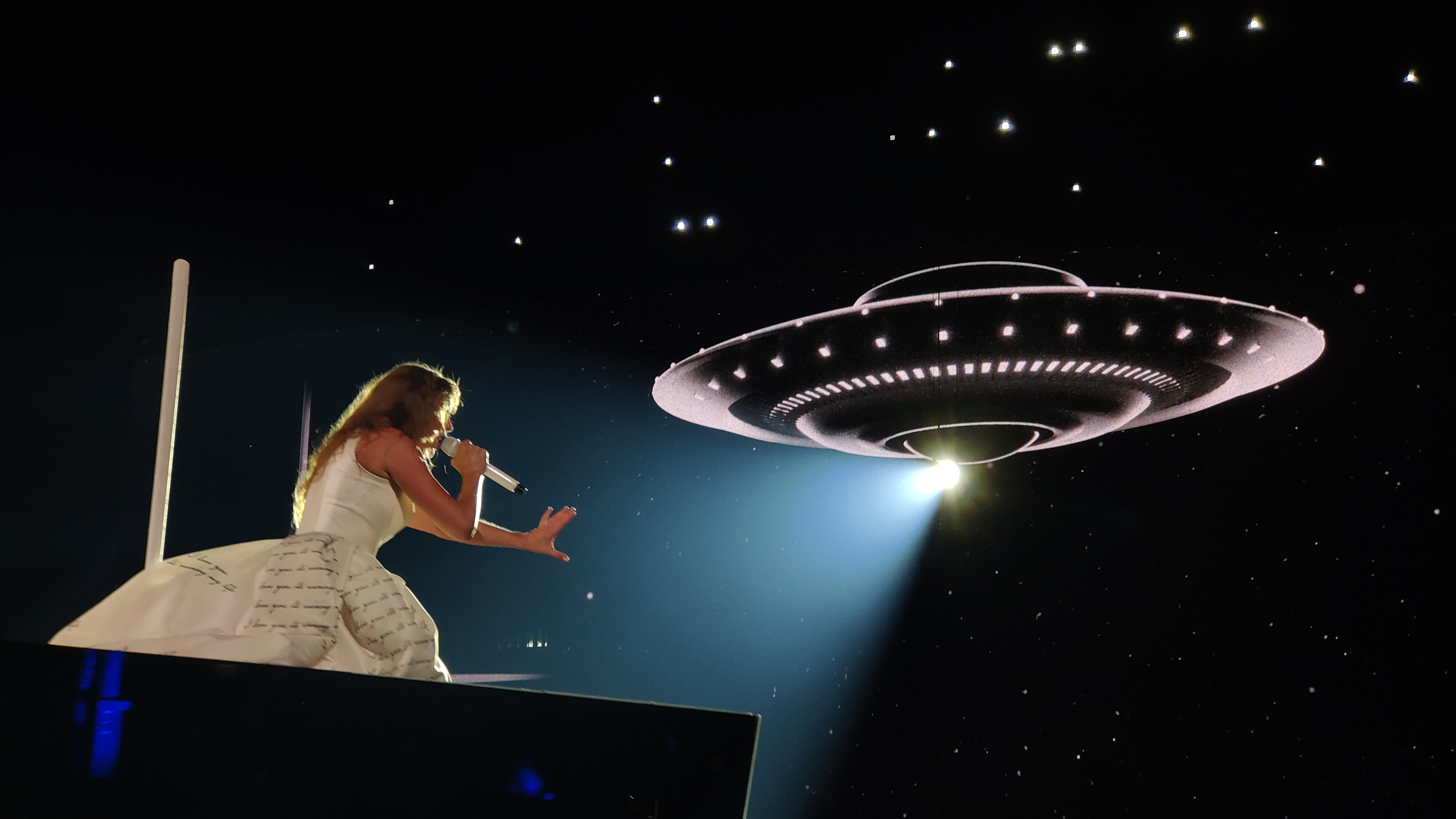
Taylor Swift interprétant Down Bad à Paris La Défense Arena.

Lors de Who's Afraid Of Little Me ?, Swift devient une femme folle de rage. L'interprète s'élève sur un module réfléchissant, mouvant, créant l'illusion qu'elle avance en lévitant au-dessus de la scène,. Sur les visuels, le visage de la chanteuse est recouvert d'un filtre qui blanchit ses yeux, lui donnant une allure démoniaque.
Les visuels de la chanson suivante, Down Bad, représentent un vaisseau spatial pour une scène d'enlèvement par un alien,. Dans The Smallest Man Who Ever Lived, la chanteuse est entourée d'une fanfare qui défile avec gravité, sombrement.
L'interprétation de la dernière chanson, I Can Do It With A Broken Heart, est précédée d'une saynète inspirée des films muets. Sur un musique jazzy, deux danseurs manipulent Swift comme une poupée. Ils enlèvent sa robe, la montrant en short et brassière à paillettes. Swift se voit affublée d'un veste pailletée, et commence la chanson, entourées de multiples danseurs et d'accessoires à plumes, marquant une inspiration plus franche de l'ancien Hollywood.
La tournée de Taylor Swift s'achève en décembre 2024 au Canada,.

#### Critiques
Selon le magazine culturel Télérama, la section de The Tortured Poets Department insère une émotion dans un spectacle, qui serait, sans cela, implacablement tiède.
Pour RTL, le tableau compte parmi les plus réussis et les plus élégants de la soirée, dans tous ses éléments : « Jeu d'acteur avec ses danseurs, sol incliné, robe blanche, machine à écrire... Tout fonctionne et on se prend à rêver d'un concert consacré à cet univers ».

## Accueil critique et accueil commercial

### Des critiques favorables, mais divisées
La sortie de The Tortured Poets Department crée, en France et dans le reste du monde, un tourbillon médiatique. La chanteuse n'accorde aucun interview,. L'agrégateur de critiques Metacritic calcule une note pondérée de 76 %, correspondant à des critiques « généralement favorables ».

#### Division de la critique
Taylor Swift est, habituellement, louée par la majorité des critiques. L'accueil est cette fois mitigé,, . Certains considèrent cet album moins réussi que les précédents.
Les critiques mitigées estiment que l'album est trop semblable aux précédents, trop long, trop homogène, répétitif et peu inspiré au niveau des paroles, qui auraient mérité davantage d'édition,,, .

##### Exemples de critiques positives
Le magazine américain Rolling Stone le qualifie de « Stunning » (« éblouissant »), « wildly ambitious and gloriously chaotic » (« furieusement ambitieux et glorieusement chaotique »), et le quotidien britannique The Independent le présente comme un « terrific reminder of [Taylor Swift] storytelling powers » (« extraordinaire rappel des capacités de narration de Taylor Swift »).
Stéphanie Burt, critique littéraire américaine, considère que l'archétype du poète maudit, dont Swift s'emparerait et avec laquelle elle jouerait, est une métaphore puissante « powerful metaphor » (« métaphore puissante »). Elle estime élégants les vers de Down Bad.
Les Échos louent un « bijou inclassable et merveilleusement mélancolique », d'une interprétation et d'une écriture puissantes. Le quotidien estime qu'elle peint une fresque « impressionnante » de ses états d'âmes, avec une « plume acérée », et des émotions sincères et palpables. Il pointe de petites faiblesses dans la production, notamment celle de Jack Antonoff.
Le quotidien québécois Le Devoir estime que TTPD est une œuvre « colossale » à travers laquelle Swift « n'innove pas, mais se raffine » et « polit sa chanson pop avec succès ». Il considère néanmoins les vers inégalement inspirés, que certaines chansons ne sont pas essentielles, et que la chanteuse a été trop prudente sur les thèmes abordés et la composition musicale. Il juge que les meilleurs morceaux se trouvent dans la première partie du double album.

##### Exemples de critiques mitigées et négatives
En France, Le Figaro déplore un album qui manque d'audace et de nouveauté, et critique la production de Jack Antonoff trop « balourde », à la différence de celle d' Aaron Dessner (en), autre coproducteur de l'album. Pour le journal, le titre de l'album détonne avec le statut de vedette de la chanteuse.
Le magazine Télérama fait partie des critiques mitigées. Il accorde la mention « bof » à l'album, indique qu'il n'est certes pas désagréable, mais insignifiant, lisse, aseptisé, pompeux et puéril. Taylor Swift manquerait d'une signature artistique propre et n'accueille jamais la moindre émotion.
La Voix du Nord parle d'un album « extrêmement décevant » et « inoffensif » ; la chanteuse n'aurait pas eu l'audace d'une musique à la hauteur de ses paroles, réussies.

#### Réactions aux critiques

##### Réactions rapides
Le traitement critique de l'album révèle pour Jessica Karl un problème fondamental dans le fonctionnement actuel de la critique musicale : les critiques sont rédigées trop rapidement, la musique n'a pas le temps d'être « digérée », trop de critiques se concentrent sur la vie personnelle plutôt que sur leur musique.
Oliver Darcy de CNN la rejoint : au-delà de sa critique générale du traitement trop rapide des albums, (Il le relie à un problème global de l'industrie du divertissement qui inciterait à la consommation rapide) ; le journaliste ajoute que The Tortured Poets Department appartient à cette catégorie d'albums qui demandent l'attention complète de son auditeur et un certain temps pour être compris et assimilés. The Tortured Poets Department ne se prêterait pas à offrir une satisfaction rapide.

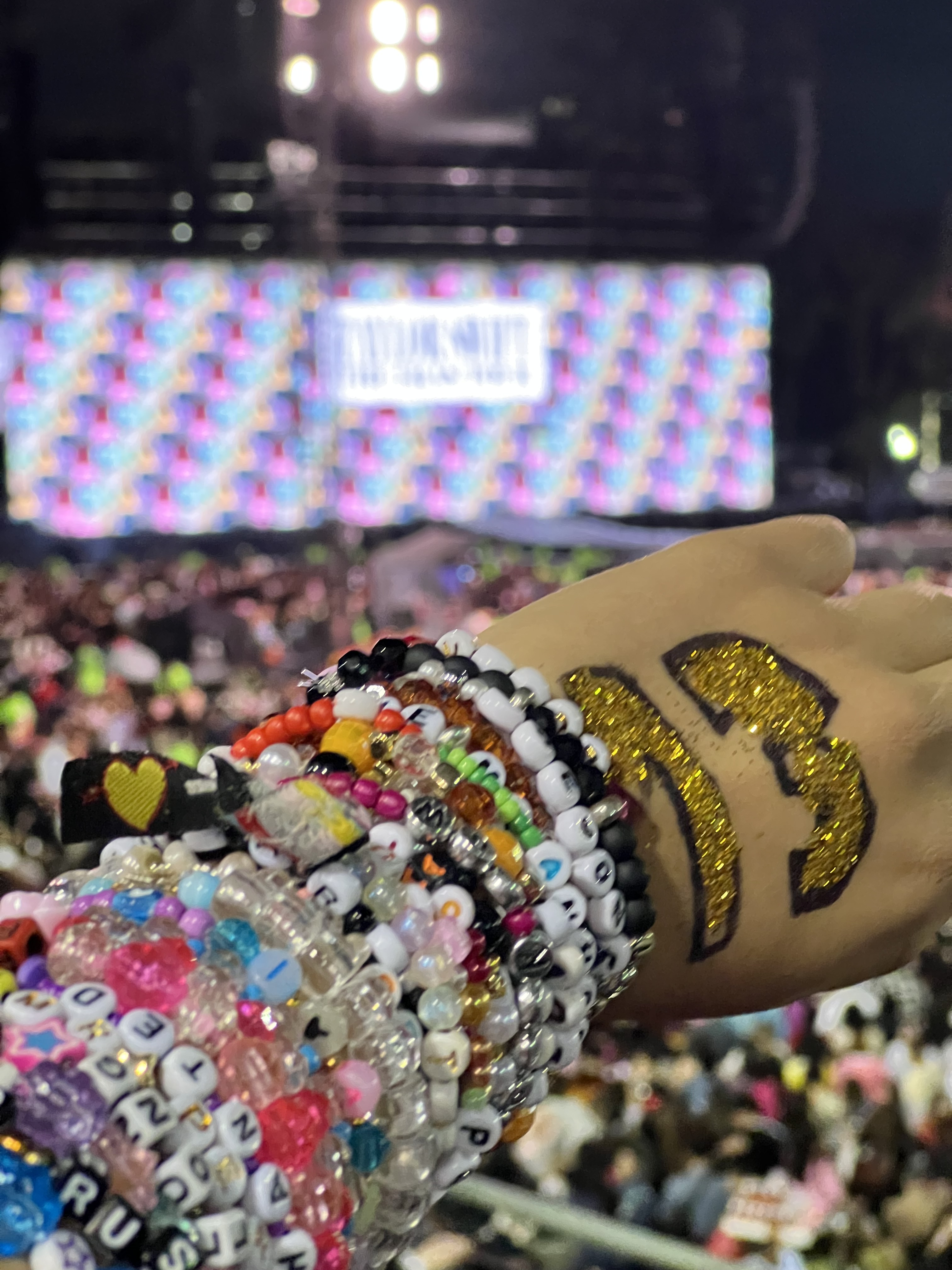
L'avant-bras et la main d'une fan de Taylor Swift lors d'un de ses concerts. On remarque plusieurs références à l'univers de Taylor Swift, dont des bracelets représentant plusieurs albums et chansons issues de l'ensemble de sa discographie.

Le New Yorker considère que les critiques habituelles ne sont plus pertinentes pour évaluer le travail de Taylor Swift. Elles sont déconnectées de la façon dont les Swifties approchent sa musique. 
Les critiques persistent à croire que Swift vend de la musique et que les albums doivent être séparés les uns des autres ; les fans cherchent à étendre et à comprendre le lore (c'est-à-dire l'univers) que Swift a bâti depuis près de deux décennies ; ils conçoivent l'ensemble des albums comme une franchise, de même nature que l'Univers cinématographique Marvel. Les critiques déplorent la ressemblance entre The Tortured Poets Department et ses travaux précédents, et passent à côté de l'album ; les fans ont bien compris l'ensemble. Les critiques soulignent que certains vers sont aisément améliorables par des rimes évidentes, le New Yorker rétorque que Swift les a choisi, consciemment, pour orienter l'auditeur vers des références extérieures ou attirer son attention. À la lumière de leur connaissance du lore, les Swifties interprètent les ressemblances et les bizarreries, dans les paroles comme dans la musique, et décèlent un nouveau sens à des chansons, enrichissant le lore. Le New Yorker note que les critiques sont déconnectées des fans de Taylor Swift depuis une dizaine d'années.

##### Commentaires à l'anniversaire de l'album
Le magazine People estime que la réception - tant par les journalistes que par le public - de The Tortured Poets Department, à sa sortie, a été biaisé par le statut de « supernova » de Taylor Swift. Avec le recul d'un an, il considère que cet album est la « capsule temporelle d'une star ayant atteint des sommets jamais vus de célébrité », à la fois parce qu'il a été écrit par Taylor Swift au sommet de sa gloire, mais aussi parce qu'elle y a dévoilé ses pensées intimes.

#### Classement critique de fin d'année
| Magazine            | Nom du classement                                      | Rang | Réf.    |
| ------------------- | ------------------------------------------------------ | ---- | ------- |
| Billboard           | Les 50 meilleurs albums de 2024                        | 8    | [ 151 ] |
| Business Insider    | Les meilleurs albums de 2024                           | 5    | [ 152 ] |
| The Independent     | Les meilleurs albums de 2024                           | 19   | [ 153 ] |
| Los Angeles Times   | Les 20 meilleurs albums de 2024                        | 2    | [ 154 ] |
| The New York Times  | Les meilleurs albums de 2024 selon Jon Caramanica (en) | 16   | [ 155 ] |
| People              | Le Top 10 des albums de 2024                           | 4    | [ 156 ] |
| Rolling Stone       | Les 100 meilleurs albums de 2024                       | 23   | [ 157 ] |
| The Daily Telegraph | Les 10 meilleurs albums de 2024                        | 4    | [ 158 ] |
| The Times           | Les 25 meilleurs albums de 2024                        | 10   | [ 159 ] |
| Variety             | Les meilleurs albums de 2024 selon Chris Willman       | 1    | [ 160 ] |
| Vogue France        | Les 24 meilleurs albums de 2024                        | 22   | [ 161 ] |

### Triomphe commercial et populaire
Qualifié de « succès monstre » par TF1, l'album connaît un démarrage commercial sans précédent sous l'ère du streaming — et du vinyle depuis 1991 —, établissant de nouveaux records.

#### Débuts spectaculaires en streaming

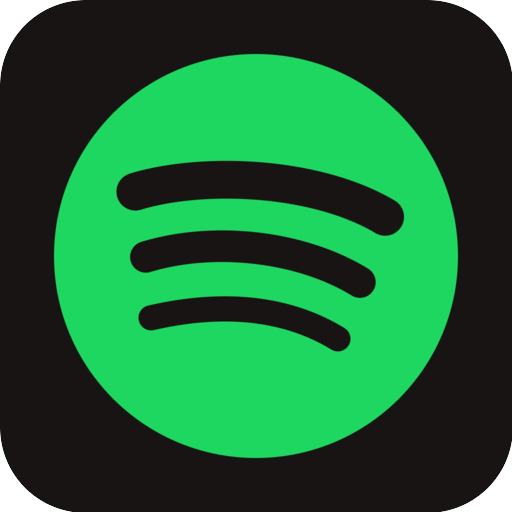
Logo de la plateforme de streaming Spotify.

Le 18 avril 2024, la veille de la sortie de l'album, Spotify annonce que The Tortured Poets Department est l'album le plus préenregistré de l'histoire de la plateforme. Il devient l'album le plus écouté de l'année 12 heures après sa sortie. Il est annoncé comme l'album ayant dépassé les 200 millions d'écoutes le plus rapidement de l'histoire de la plateforme. Il dépasse le record du précédent album de Swift, Midnights. Moins de 12 heures après sa sortie, l'album devient le plus écouté en une journée sur la plateforme Amazon Music.
En 24 heures, l'album dépasse 300 millions de diffusions sur Spotify. Swift bat le record de l'album le plus écouté en une journée sur l'application ; elle avait établi ce record avec son précédent album, Midnights. L'album bat le record de l'album pop le plus écouté en un jour sur Apple Music.
En 5 jours, l'album dépasse le milliard d'écoutes sur Spotify. Il devient le premier à atteindre un tel nombre lors de sa première semaine, et devient l'album le plus diffusé en une semaine de l'histoire de la plateforme,.
À l'échelle mondiale, l'album de Taylor Swift enregistre 1,76 milliard d'écoutes lors de sa première semaine ; il dépasse le record précédent, établi par elle-même : 1,16 milliard d'écoutes pour Midnights, soit une hausse de 52 %. Cela s'explique en partie par le nombre plus élevé de chansons (31). En ne comptant que les chansons de l'album initial, les écoutes totalisent 1,27 milliards : record battu. 869,6 millions d'écoutes proviennent d'autres pays que les États-Unis (soit un peu moins de la moitié). C'est plus que le record précédent, détenu par l'album Un verano sin ti de Bad Bunny (704,2 millions en mai 2022),.

#### Ventes et équivalents vente

##### À l'issue de la sortie de l'album: première semaine

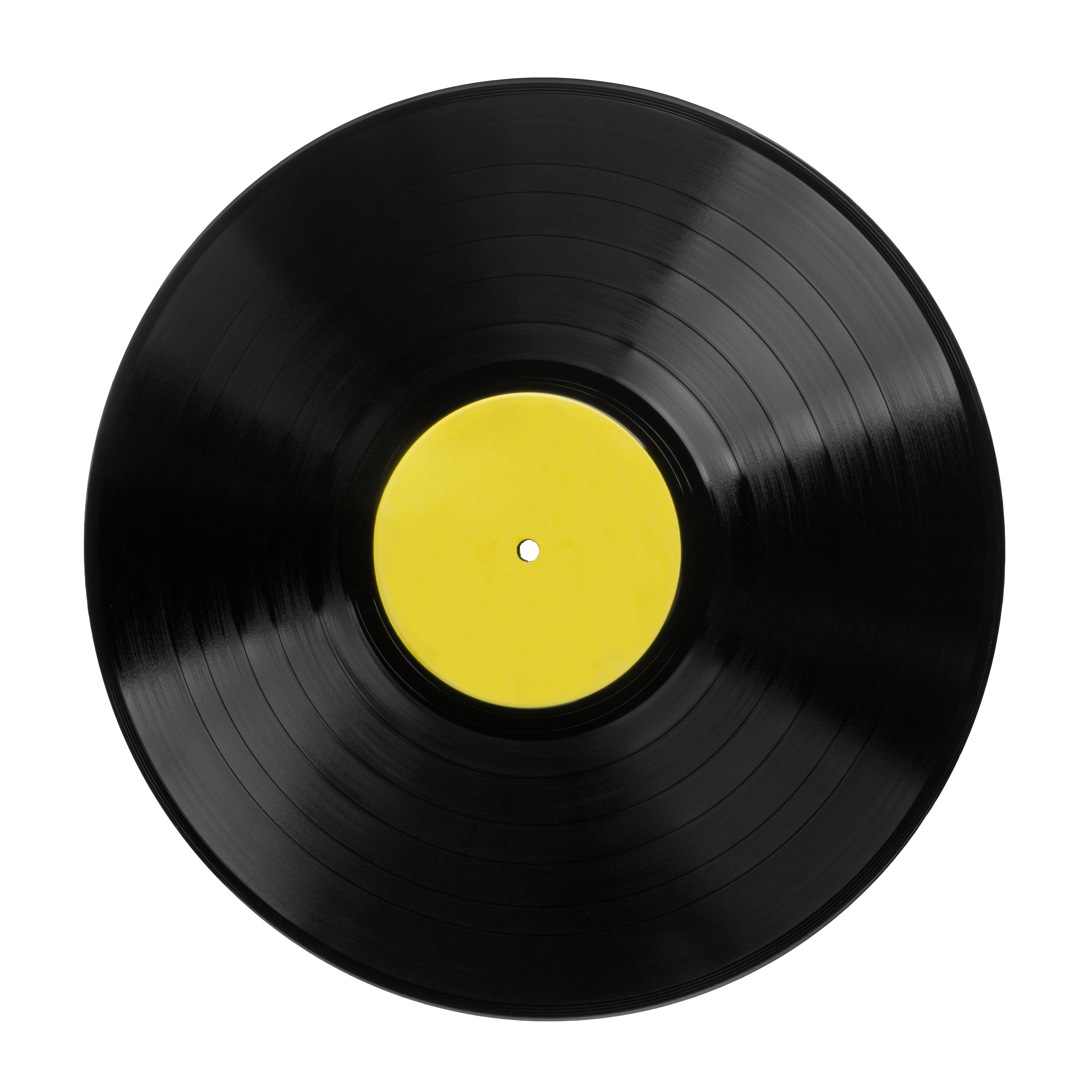
Un disque vinyle.

Concernant les ventes, l'album s'écoule aux États-Unis à 1,4 million d'exemplaires (physiques et numériques) le jour de sa sortie,. En une semaine, il totalise 2,6 millions d'équivalents vente (écoutes, téléchargements et ventes physiques). Cela en fait le deuxième album le plus vendu en une semaine de l'histoire américaine, derrière 25 de la chanteuse Adele, paru en 2015. C'est aussi l'album le plus vendu en vinyles, en une semaine, depuis l'année 1991.
Dans d'autres pays anglophones, l'album est un succès massif à sa sortie, avec les plus fortes ventes depuis l'album 25 d'Adele en 2015 (Australie, Canada) ou l'album ÷ d'Ed Sheeran en 2017 (Royaume-Uni). En Australie, Swift occupe simultanément les dix premières places du classement des chansons de l'ARIA, un record. C'est son 13e album no 1 dans ce pays, ce qui la place devant Madonna. En Irlande, c'est son 11e album no 1 : elle est l'artiste avec le plus de d'albums no 1 de l'histoire des classements irlandais.
En France, c'est son 3e album no 1 et la plus grosse vente de sa carrière, avec 46 160 équivalent-ventes, dont 34 200 ventes réelles. C'est à cette date le deuxième meilleur démarrage de l'année derrière l'album annuel des Enfoirés (85 000 exemplaires) et la meilleure vente pour une chanteuse internationale depuis 2016 (l'album en français de Céline Dion Encore un soir, vendu à l'époque à 218 000 exemplaires).

##### À l'issue du premier semestre 2024
Dans son pays, Taylor Swift domine les ventes du premier semestre 2024, avec 4,66 millions d'équivalent-ventes (streaming et ventes réelles) pour son album (en trois mois seulement), loin devant One Thing at a Time de Morgan Wallen (environ 1,78 million), no 2. L'album s'est vendu à près de 2,5 millions d'exemplaires, avec près de 400 000 téléchargements, presque 1 million de vinyles et plus d'1 million de CD. Deux autres de ses albums figurent par ailleurs dans le top 10, 1989 (Taylor's Version) et Lover, avec environ 950 000 équivalent-ventes chacun. En revanche, Fortnight ne figure pas dans le classement des dix titres les plus écoutés.

#### Longévité

##### États-Unis

###### 12 premières semaines en tête duBillboard 200
The Tortured Poets Department passe ses douze premières semaines en tête du Billboard 200 aux États-Unis, et bat plusieurs records de longévité. Pendant ces semaines, l'album bénéficie de la sortie de nouvelles versions de l'album, à des moments stratégiques, qui font grimper ses ventes. L'importance de ces nouvelles éditions pour expliquer son classement est à nuancer. D'une part, il arrive que les artistes avec lesquels Taylor Swift entre en compétition pour la première place hebdomadaire du Billboard 200 sortent également de nouvelles versions de leur propre album. D'autre part, les chiffres de streaming, qui ne sont pas influencés par les différentes versions, demeurent élevés, supérieurs à cent millions de streams lors de ses onze premières semaines. Et l'album amasse 95 millions de streams lors de sa douzième semaine.
Il s'agit du premier album d'une chanteuse à passer les douze premières semaines depuis sa sortie en tête du Billboard 200, dépassant le record de Whitney Houston. Il ne s'agit pas d'un record absolu : le chanteur Stevie Wonder a fait mieux avec treize semaines pour l'album Songs in the Key of Life, en 1976. Le record du nombre de semaines no 1 consécutives pour une chanteuse est encore détenu par Houston : son album The Bodyguard (1992) compte 13 semaines consécutives au sommet du classement (mais non ses 13 premières semaines). En revanche, TTPD est, depuis The Bodyguard, l'album d'une chanteuse en tête du Billboard 200 durant le plus de semaines consécutives, notamment devant l'album 21 de la chanteuse britannique Adele, qui compte 10 semaines d'affilée en tête du classement en 2012,.
TTPD détient aussi des records de longévité au sein de la discographie de Taylor Swift. Il est l'album ayant été no 1 le plus de semaines, consécutives ou non, devant Fearless (2008) et 1989 (2014), qui comptent 11 semaines non consécutives chacun. Aucun de ces deux albums n'a été no 1 plus de huit semaines d'affilée,.
Lorsque, le 1er juillet, l'album se place pour la dixième semaine consécutive en tête du Billboard 200, Swift devient la cinquième artiste de l'histoire à en comptabiliser au moins trois, aux côtés de Whitney Houston, The Beatles, The Kingston Trio et Elvis Presley. Elle est la seule artiste du XXIe siècle dans ce cas. Ce siècle n'a compté que 11 albums classés plus de 10 semaines, consécutives ou non, à la première place,. La semaine suivante, l'album restant à la première place, pour la onzième semaine consécutive, Taylor Swift rejoint, cette fois-ci, les Beatles et Whitney Houston.

###### 17 semaines non consécutives en tête duBillboard 200
En trois mois, Taylor Swift domine les ventes du premier semestre 2024 dans son pays, avec 4,66 millions d'équivalent-ventes (streaming et ventes réelles) pour son album, loin devant One Thing at a Time de Morgan Wallen (environ 1,78 million), no 2. L'album s'est vendu à près de 2,5 millions d'exemplaires, avec près de 400 000 téléchargements, presque 1 million de vinyles et plus d'un million de CDs. Deux autres de ses albums figurent dans le top 10, 1989 (Taylor's Version) et Lover, avec environ 950 000 équivalent-ventes chacun. En revanche, Fortnight ne figure pas dans les dix titres les plus écoutés.
Au cours de ses treizième et quatorzième semaines, devenu no 4 au Billboard 200, l'album quitte la première place ; il la reprend dans sa quinzième semaine. The Tortured Poets Department compte alors treize semaines au sommet du Billboard 200, dont douze consécutives,,. La semaine suivante, il conserve sa place, décrochant une quatorzième semaine en tête du classement américain, quand bien même Kanye West sortait son nouvel album,,. TTPD se maintient à la première place pour une quinzième semaine, alors qu'aucun achat de l'album numérique ou de ses différents variants, dont celui sorti cette semaine-là, n'aurait été effectué. Il devient la troisième album d'une chanteuse avec le plus de semaines no 1 de l'histoire du classement, à égalité avec Tapestry (1971) de Carole King, et derrière Bodyguard de Withney Houston, et 21 (2011) d'Adèle,.
Le 30 novembre 2024, l'album est certifié six fois platine pour six millions d'équivalents-ventes. Avec la sortie fin novembre, pour la première fois, de The Tortured Poets Department: The Anthology en vinyle et CD, Taylor Swift retrouve le 8 décembre la première place du Billboard 200 pour une 16e semaine non-consécutive, avec 405 000 équivalents-ventes, dont environ 368 000 exemplaires en vinyle ou CD, vers la fin de sa tournée, après 149 concerts. L'album conserve la première place la semaine suivante, avec environ 240 000 équivalents ventes, dont plus de 80 % sont des ventes physiques.

##### Autres pays

###### Royaume-Uni
Au Royaume-Uni, en juin, son album dépasse Midnights avec 6 semaines à la première place et atteint les 500 000 équivalents-ventes,,. Début juillet, au Royaume-Uni, l'album reprend la première place et est no 1 pour la huitième semaine non consécutive. Pour Taylor Swift, c'est sa 28e semaine à la première place du classement britannique hebdomadaire des albums depuis le début de sa carrière, ce qui la place, pour les chanteuses, juste derrière Madonna (30 semaines à la première place) et Adele (42 semaines). The Tortured Poets Department devient le 5e album à dépasser les 250 000 ventes physiques (CD, vinyles, cassettes) depuis 2020, derrière l'album 30 d'Adele, Voyage du groupe ABBA, Equals d'Ed Sheeran et son propre album Midnights. Avec ses seules ventes physiques, sans compter le streaming et les ventes numériques, The Tortured Poets Department est la meilleure vente de l'année depuis janvier 2024.
Comme aux États-Unis, la sortie fin novembre 2024 de The Tortured Poets Department : The Anthology en vinyle et CD lui permet de retrouver la première place du classement hebdomadaire des albums au Royaume-Uni, pour sa 9e semaine non-consécutive. L'album dépasse alors les 744 000 exemplaires vendus dans ce pays, loin devant la deuxième vente de l'année, la compilation The Highlights de The Weeknd (383 000 équivalents-ventes). L'album reste no 1 la semaine suivante au Royaume-Uni, où Taylor Swift, qui fête alors son 35e anniversaire, devient avec son album la première artiste internationale à atteindre les dix semaines à la première place depuis Shania Twain en 1999-2000 avec l'album Come On Over.

###### France
En France, l'album est la cinquième meilleure vente du premier semestre 2024, avec près de 100 000 équivalents ventes. Taylor Swift est la seule artiste internationale dans un top 10 dominé par les artistes français. D'autres de ses albums figurent dans le classement des 200 meilleures ventes, notamment 1989 (Taylor's Version) (25e avec environ 42 000 équivalents ventes) et Midnights (71e avec environ 23 000 équivalents ventes). Au total, en prenant en compte aussi des albums plus anciens comme Lover (28 000 équivalents ventes environ), elle a vendu depuis janvier 2024 plus de 260 000 albums. Près de trois mois après sa sortie, l'album figure toujours dans le Top 20 des ventes et atteint la certification platine (100 000 équivalents ventes), plus rapidement que ses deux précédents albums, Midnights (un an et deux mois) et 1989 (Taylor's version) (presque 6 mois).
La sortie fin novembre 2024 de The Tortured Poets Department : The Anthology en vinyle et CD lui permet de retrouver le top 10, à la 7e place, avec 9 900 équivalents-ventes.

###### Australie
Grâce à la sortie de The Tortured Poets Department : The Anthology en vinyle et CD, l'album redevient no 1 pour la sixième fois. Il occupe le plus longtemps la première place en 2024 (8 semaines),.

###### Allemagne, Canada
La sortie de The Tortured Poets Department : The Anthology en vinyle et CD lui permet de retrouver la première place du classement hebdomadaire des albums dans d'autres pays comme en Allemagne, ou au Canada.

#### Impact commercial de la tournée

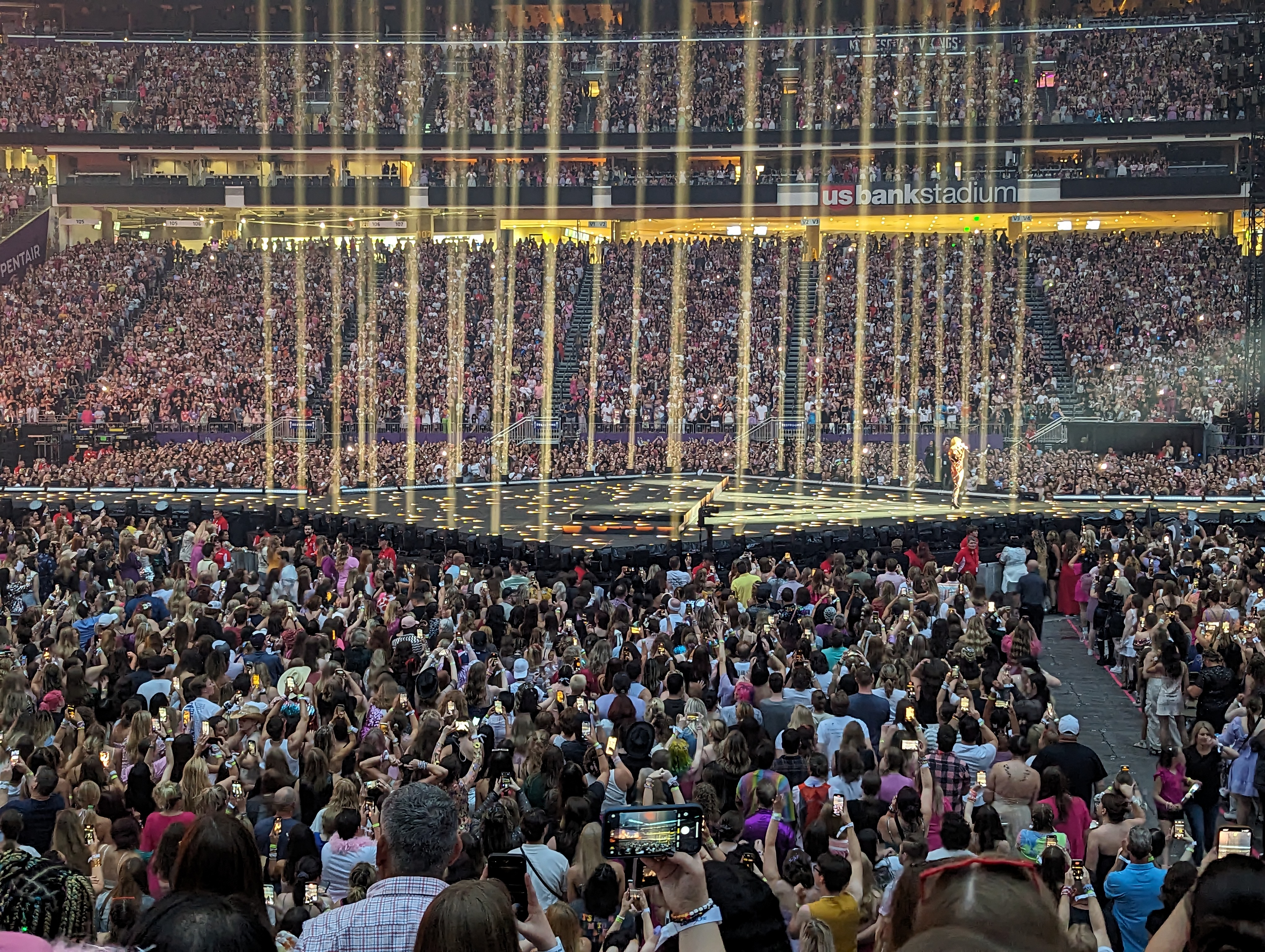
Aperçu de la foule présente lors d'une des dates du Eras Tour (Minneapolis, 2023).

En France, les dates parisiennes de la tournée The Eras Tour, en mai 2024, ont eu l'impact suivant dans le classement des albums : The Tortured Poets Department reste stable, à la deuxième place, avec une légère progression de ses ventes (+ 8 %, un peu plus de 8 000 équivalents-ventes) ; tandis que d'anciens albums progressent : + 55 % pour 1989 (Taylor's Version) avec 2 160 unités vendues (no 13), + 47 % pour Lover avec 1 660 ventes (no 32), + 53 % pour Midnights avec un peu moins de 1 300 ventes (no 58).

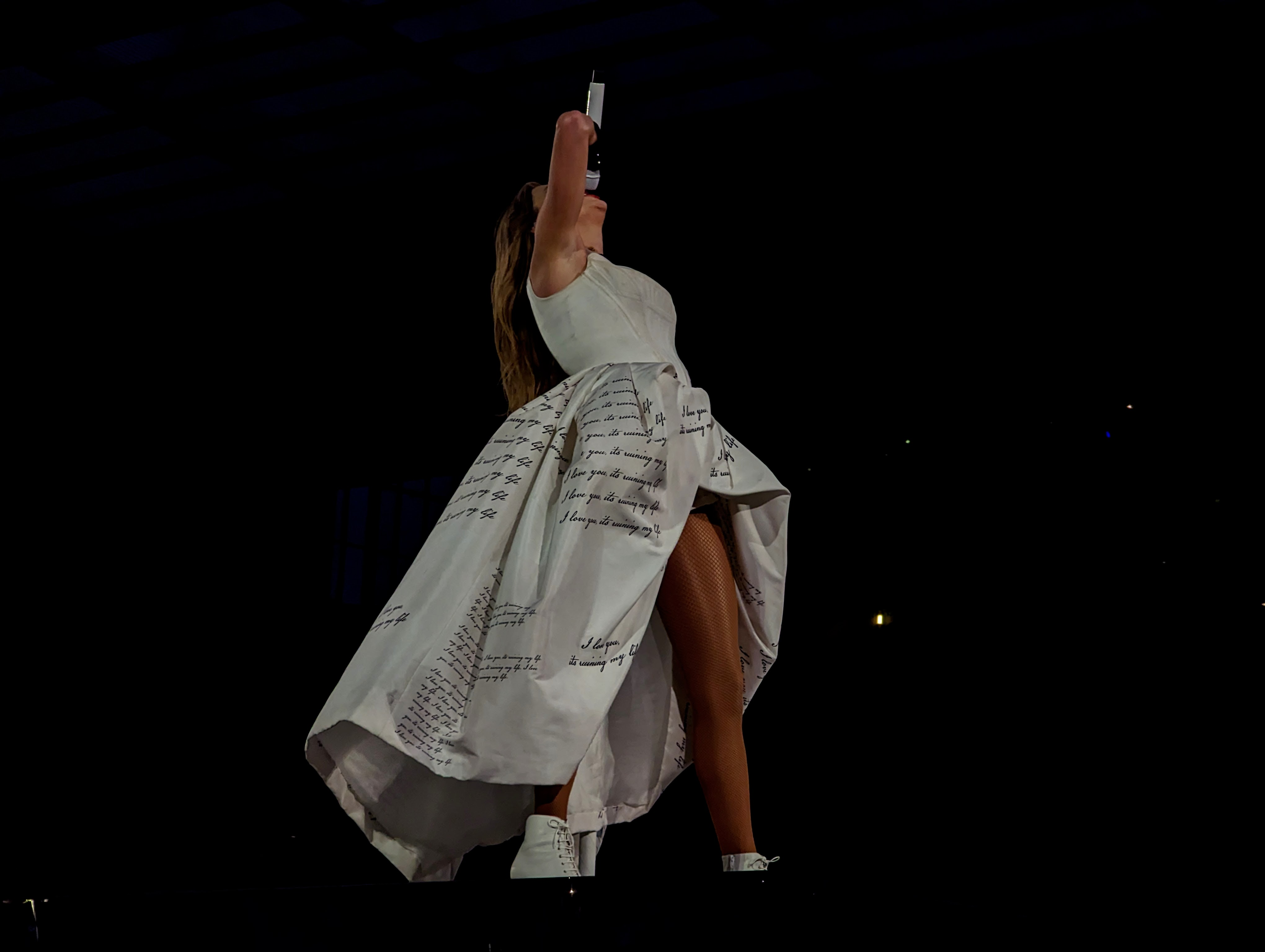
Taylor Swift interprétant un de ses titres lors de la section du Eras Tour dédié au Tortured Poets Department.

Au Royaume-Uni, lors de ses premiers concerts dans ce pays, à Édimbourg et Liverpool, en juin, l'album reste à la première place pour une sixième semaine, avec une augmentation de ses ventes de 46 % (35 941 équivalents-ventes), grâce aussi à la sortie de nouvelles éditions comportant des versions « live » de chansons, tandis que d'anciens albums reviennent dans le top 10 (Lover, 1989 (Taylor's Version)) ou le top 20 (Midnights, Folklore, Reputation).
En Irlande, lorsque Taylor Swift se produit à Dublin, elle est la première artiste à occuper les 5 premières places du classement des albums dans l'histoire des charts de ce pays (The Tortured Poets Department, no 1, Lover, 1989 (Taylor’s Version), Midnights et Folklore) tandis qu'un autre de ses albums figure dans le top 10 (Reputation, no 7).
De même, en Allemagne, TTPD reprend aussi la première place lorsque la tournée arrive dans ce pays en juillet, tandis que les dix autres albums de Swift remontent dans le classement.

#### Bilan annuel
The Tortured Poets Department est l'album le plus écouté dans le monde en 2024 sur Spotify et Apple Music, ainsi que le plus vendu dans le monde cette année-là.
Aux États-Unis, avec TTPD, Taylor Swift obtient pour la quatrième fois de sa carrière — un record —, la première place du classement annuel du magazine Billboard (qui court du 28 octobre 2023 au 19 octobre 2024), après Reputation en 2018, 1989 en 2015 et Fearless en 2009. Sur l'ensemble de l'année 2024, l'album est la meilleure vente, avec presque 7 millions d'équivalents ventes, loin devant les 3,1 millions d'équivalents ventes pour l'album One Thing at a Time (2023) de Morgan Wallen, deuxième meilleure vente annuelle. Aucun artiste ou groupe n'a vendu autant depuis l'album 25 d'Adele (8 millions d'exemplaires vendus en 2015). Sur les 6 955 000 équivalents ventes, la moitié environ (3 491 000) est composée de ventes réelles, physiques ou numériques. The Tortured Poets Department est la meilleure vente en CD (1 512 000 copies, loin devant les 442 000 ventes de Ate du groupe de K-Pop Stray Kids), en vinyle (1 489 000 exemplaires, loin devant les 340 000 exemplaires de l'album Hit Me Hard and Soft de Billie Eilish) et en copies numériques (465 000 téléchargements). 
De plus, l'album domine le classement annuel dans d'autres pays anglophones que les États-Unis, comme le Canada, avec plus de 530 000 équivalents ventes (dont 138 000 ventes réelles), l'Australie ou le Royaume-Uni, avec plus de 783 000 équivalents ventes (un record depuis 2017), dont plus de 111 000 vinyles et 197 000 CD,. 
TTPD est aussi l'album le plus vendu de l'année en Allemagne (classement publié début décembre, avec notamment environ 300 millions de streams) et en Espagne, pays dont les charts sont dominés par la musique hispanophone. En Italie, l'album se classe 3e pour les ventes physiques, et à la 16e place au total. Les classements italiens sont, de même, dominés par la musique italienne.
En France, l'album s'est vendu à la fin de l'année 2024 à près de 153 000 équivalents ventes. C'est la deuxième meilleure vente de la carrière de Taylor Swift, derrière l'album 1989 sorti dix ans plus tôt, et la neuvième plus grosse vente annuelle - la meilleure vente annuelle s'élevant à 276 900 exemplaires pour l'album Pyramide du rappeur français Werenoi. C'est aussi la deuxième plus grosse vente d'un artiste international, derrière le troisième album d'une autre chanteuse américaine, Hit Me Hard and Soft de Billie Eilish (173 000 ventes, 4e place),. L'album est aussi la deuxième meilleure vente annuelle en ce qui concerne les vinyles (41 405 exemplaires, soit 27 % du total), à quelques unités derrière Hit Me Hard and Soft (42 085 copies).
Taylor Swift est une des rares artistes de premier plan dont les albums suscitent plus d'engouement que les singles. Le single Fortnight est le 17e titre le plus écouté dans le monde en 2024 sur Spotify, avec environ 790 millions d'écoutes, de nombreuses places derrière les hits pop d'autres chanteuses américaines telles que Billie Eilish (Birds of a Feather) ou Sabrina Carpenter (Espresso). Au Royaume-Uni, il quitte le top 10 au bout de cinq semaines et n'est plus que no 10 en Australie ou au Canada. En Allemagne, il n'est plus que no 21 quatre semaines après sa sortie. Au Canada, dans le classement annuel des titres, il atteint la 16e place, derrière Cruel Summer, single de Taylor Swift issu de l'album Lover (no 14). Au Royaume-Uni, Fortnight est le single le plus vendu en CD pour l'année 2024 mais la chanson n'occupe que la 19e place du top annuel prenant aussi en compte le streaming, tandis que I Can Do It with a Broken Heart occupe la 38e place.

#### Avril 2025 (nouvelle édition en CD) - août 2025 (annonce d'un nouvel album)
À l'occasion de l'anniversaire de TTPD, en avril 2025, une nouvelle édition de l'album en CD paraît.
En Australie, l'album passe ainsi de la 20e à la 12e place tandis que l'album de Sabrina Carpenter, Short n' Sweet, no 1, accumule plus de semaines à la première place que celui de Taylor Swift depuis leur sortie (13 semaines contre 8). 
Au Royaume-Uni, l'album gagne 23 places et retrouve le sommet du classement, pour la 11e semaine non-consécutive, avec 28 945 équivalents-ventes, dont 24 577 CD,,. 
L'album est certifié triple platine pour 900 000 équivalents ventes en mai 2025 dans ce pays. C'est son 6e album qui atteint ce seuil. Parmi les chanteuses, seule Madonna fait mieux avec 8 albums certifiés triple platine à cette date. Pour le premier semestre 2025, l'album est la 12e meilleure vente dans ce pays.
En août 2025, lorsque l'album suivant, The Life of a Showgirl, est annoncé, les ventes de TTPD s'élèveraient à plus de 11 millions d'exemplaires dans le monde et atteignent 180 000 équivalents ventes en France. Au Royaume-Uni, elles dépassent les 930 000 unités.

## Héritage
Le magazine américain People écrit un an après la sortie de l'album : « on se souviendra de The Tortured Poets Department comme d'une capsule temporelle unique sur la célébrité, sa vie célébrité, - y compris ses pensées les plus personnelles -, lorsqu'elle atteint un degré inégalé ». Quant à sa place au sein de l'œuvre de Taylor Swift, le magazine prédit que l'histoire le retiendra comme « a striking and unique body of work, produced by a one-of-a-kind pop star amid a total upheaval in every aspect of her life. » (« une œuvre saisissante et unique, créée par une pop star unique en son genre, dans un contexte de bouleversement total de tous les aspects de sa vie »).
Le 25 juillet 2025, le titre How Did It End ?, issu de la deuxième partie du double album, est utilisé à la fin d'un épisode de la série HBO And Just Like That. Cette utilisation entraîne une hausse de 6000 % des ventes du titre et de 22 % des streams, ce qui est, selon le magazine Forbes, une réussite peu commune pour un non-single d'un album vieux de plus d'un an.

## Liste des pistes
| The Tortured Poets Department – Édition standard | The Tortured Poets Department – Édition standard | The Tortured Poets Department – Édition standard | The Tortured Poets Department – Édition standard | The Tortured Poets Department – Édition standard | The Tortured Poets Department – Édition standard | The Tortured Poets Department – Édition standard | The Tortured Poets Department – Édition standard | The Tortured Poets Department – Édition standard | The Tortured Poets Department – Édition standard |
| No                                               | Titre                                            | Durée                                            |                                                  |                                                  |                                                  |                                                  |                                                  |                                                  |                                                  |
| ------------------------------------------------ | ------------------------------------------------ | ------------------------------------------------ | ------------------------------------------------ | ------------------------------------------------ | ------------------------------------------------ | ------------------------------------------------ | ------------------------------------------------ | ------------------------------------------------ | ------------------------------------------------ |
| 1.                                               | Fortnight (featuring Post Malone)                | 3:48                                             |                                                  |                                                  |                                                  |                                                  |                                                  |                                                  |                                                  |
| 2.                                               | The Tortured Poets Department                    | 4:53                                             |                                                  |                                                  |                                                  |                                                  |                                                  |                                                  |                                                  |
| 3.                                               | My Boy Only Breaks His Favorite Toys             | 3:23                                             |                                                  |                                                  |                                                  |                                                  |                                                  |                                                  |                                                  |
| 4.                                               | Down Bad                                         | 4:21                                             |                                                  |                                                  |                                                  |                                                  |                                                  |                                                  |                                                  |
| 5.                                               | So Long, London                                  | 4:22                                             |                                                  |                                                  |                                                  |                                                  |                                                  |                                                  |                                                  |
| 6.                                               | But Daddy I Love Him                             | 5:40                                             |                                                  |                                                  |                                                  |                                                  |                                                  |                                                  |                                                  |
| 7.                                               | Fresh Out The Slammer                            | 3:30                                             |                                                  |                                                  |                                                  |                                                  |                                                  |                                                  |                                                  |
| 8.                                               | Florida!!! (featuring Florence + the Machine)    | 3:35                                             |                                                  |                                                  |                                                  |                                                  |                                                  |                                                  |                                                  |
| 9.                                               | Guilty As Sin?                                   | 4:14                                             |                                                  |                                                  |                                                  |                                                  |                                                  |                                                  |                                                  |
| 10.                                              | Who's Afraid Of Little Old Me?                   | 5:34                                             |                                                  |                                                  |                                                  |                                                  |                                                  |                                                  |                                                  |
| 11.                                              | I Can Fix Him (No Really I Can)                  | 2:36                                             |                                                  |                                                  |                                                  |                                                  |                                                  |                                                  |                                                  |
| 12.                                              | loml                                             | 4:37                                             |                                                  |                                                  |                                                  |                                                  |                                                  |                                                  |                                                  |
| 13.                                              | I Can Do It with a Broken Heart                  | 3:38                                             |                                                  |                                                  |                                                  |                                                  |                                                  |                                                  |                                                  |
| 14.                                              | The Smallest Man Who Ever Lived                  | 4:05                                             |                                                  |                                                  |                                                  |                                                  |                                                  |                                                  |                                                  |
| 15.                                              | The Alchemy                                      | 3:16                                             |                                                  |                                                  |                                                  |                                                  |                                                  |                                                  |                                                  |
| 16.                                              | Clara Bow                                        | 3:36                                             |                                                  |                                                  |                                                  |                                                  |                                                  |                                                  |                                                  |
| 65:08                                            |                                                  |                                                  |                                                  |                                                  |                                                  |                                                  |                                                  |                                                  |                                                  |

| The Tortured Poets Department – Édition The Anthology | The Tortured Poets Department – Édition The Anthology | The Tortured Poets Department – Édition The Anthology | The Tortured Poets Department – Édition The Anthology | The Tortured Poets Department – Édition The Anthology | The Tortured Poets Department – Édition The Anthology | The Tortured Poets Department – Édition The Anthology | The Tortured Poets Department – Édition The Anthology | The Tortured Poets Department – Édition The Anthology | The Tortured Poets Department – Édition The Anthology |
| No                                                    | Titre                                                 | Durée                                                 |                                                       |                                                       |                                                       |                                                       |                                                       |                                                       |                                                       |
| ----------------------------------------------------- | ----------------------------------------------------- | ----------------------------------------------------- | ----------------------------------------------------- | ----------------------------------------------------- | ----------------------------------------------------- | ----------------------------------------------------- | ----------------------------------------------------- | ----------------------------------------------------- | ----------------------------------------------------- |
| 17.                                                   | The Black Dog                                         | 3:59                                                  |                                                       |                                                       |                                                       |                                                       |                                                       |                                                       |                                                       |
| 18.                                                   | Imgonnagetyouback                                     | 3:42                                                  |                                                       |                                                       |                                                       |                                                       |                                                       |                                                       |                                                       |
| 19.                                                   | The Albatross                                         | 3:04                                                  |                                                       |                                                       |                                                       |                                                       |                                                       |                                                       |                                                       |
| 20.                                                   | Chloe or Sam or Sophia or Marcus                      | 3:33                                                  |                                                       |                                                       |                                                       |                                                       |                                                       |                                                       |                                                       |
| 21.                                                   | How Did It End?                                       | 3:59                                                  |                                                       |                                                       |                                                       |                                                       |                                                       |                                                       |                                                       |
| 22.                                                   | So High School                                        | 3:49                                                  |                                                       |                                                       |                                                       |                                                       |                                                       |                                                       |                                                       |
| 23.                                                   | I Hate It Here                                        | 4:04                                                  |                                                       |                                                       |                                                       |                                                       |                                                       |                                                       |                                                       |
| 24.                                                   | thanK you alMee                                       | 4:24                                                  |                                                       |                                                       |                                                       |                                                       |                                                       |                                                       |                                                       |
| 25.                                                   | I Look in People's Windows                            | 2:12                                                  |                                                       |                                                       |                                                       |                                                       |                                                       |                                                       |                                                       |
| 26.                                                   | The Prophecy                                          | 4:10                                                  |                                                       |                                                       |                                                       |                                                       |                                                       |                                                       |                                                       |
| 27.                                                   | Cassandra                                             | 4:00                                                  |                                                       |                                                       |                                                       |                                                       |                                                       |                                                       |                                                       |
| 28.                                                   | Peter                                                 | 4:44                                                  |                                                       |                                                       |                                                       |                                                       |                                                       |                                                       |                                                       |
| 29.                                                   | The Bolter                                            | 3:58                                                  |                                                       |                                                       |                                                       |                                                       |                                                       |                                                       |                                                       |
| 30.                                                   | Robin                                                 | 4:01                                                  |                                                       |                                                       |                                                       |                                                       |                                                       |                                                       |                                                       |
| 31.                                                   | The Manuscript                                        | 3:45                                                  |                                                       |                                                       |                                                       |                                                       |                                                       |                                                       |                                                       |
| 2:02:32                                               |                                                       |                                                       |                                                       |                                                       |                                                       |                                                       |                                                       |                                                       |                                                       |

| 17. | The Manuscript (titre bonus) | 3:45 |

| 17. | The Bolter (titre bonus) | 3:58 |

| 17. | The Albatross (titre bonus) | 3:04 |

| 17. | The Black Dog (titre bonus) | 3:59 |

## Classements et certifications

### Classements hebdomadaire
| Classement (2024)                  | Meilleure place |
| ---------------------------------- | --------------- |
| Allemagne (Media Control AG)       | 1               |
| Australie (ARIA)                   | 1               |
| Autriche (Ö3 Austria Top 40)       | 1               |
| Belgique (Flandre Ultratop)        | 1               |
| Belgique (Wallonie Ultratop)       | 1               |
| Canada (Canadian Albums Chart)     | 1               |
| Danemark (Tracklisten)             | 1               |
| Écosse (OCC)                       | 1               |
| Espagne (Promusicae)               | 1               |
| États-Unis (Billboard 200)         | 1               |
| Finlande (Suomen virallinen lista) | 2               |
| France (SNEP)                      | 1               |
| Grèce (IFPI Grèce)                 | 1               |
| Irlande (Irish Albums Chart)       | 1               |
| Italie (FIMI)                      | 1               |
| Japon (Oricon)                     | 4               |
| Lituanie (AGATA)                   | 1               |
| Norvège (VG-lista)                 | 2               |
| Nouvelle-Zélande (RIANZ)           | 1               |
| Pays-Bas (Mega Album Top 100)      | 1               |
| Royaume-Uni (UK Albums Chart)      | 1               |
| Suède (Sverigetopplistan)          | 1               |
| Suisse (Schweizer Hitparade)       | 1               |

The Tortured Poets Department : The Anthology
| Classement (2024)  | Meilleure place |
| ------------------ | --------------- |
| Norvège (VG-lista) | 1               |
| Lituanie (AGATA)   | 1               |

### Certifications
| Pays             | Certification | Unités certifiées |
| ---------------- | ------------- | ----------------- |
| Allemagne        | 3 × Or        | 225 000           |
| Australie        | 2 × Platine   | 140 000           |
| Autriche         | Or            | 7 500             |
| Canada           | 5 × Platine   | 400 000           |
| Danemark         | 2 × Platine   | 40 000            |
| Espagne          | 2 × Platine   | 80 000            |
| États-Unis       | 6 × Platine   | 6 000 000         |
| France           | Platine       | 100 000           |
| Italie           | Or            | 25 000            |
| Nouvelle-Zélande | 2 × Platine   | 30 000            |
| Pologne          | 2 × Platine   | 60 000            |
| Royaume-Uni      | 3 × Platine   | 900 000           |
| Suisse           | Platine       | 20 000            |

## Distinctions
En dépit de l'important succès commercial de TTPD et de nombreuses nominations, Taylor Swift ne remporte aucune récompense lors de deux des plus prestigieuses,,,cérémonies de son pays : les American Music Awards et les Grammy Awards.
Malgré 6 nominations, The Tortured Poets Department marque la première fois depuis 2007 que Taylor Swift ne remporte aucune de ses nominations aux American Music Awards, elle qui a déjà été récompensée 40 fois par la cérémonie.
De plus, il s'agit de la première fois que Swift ne remporte aucun Grammy Award lorsque qu'elle compte six nominations ou plus. Selon les magazines Elle et Variety, cette absence de récompense, alors que la chanteuse a marqué l'année, s'expliqueraient par la volonté des votants de permettre à d'autres artistes moins populaires d'être récompensés. Taylor Swift détient déjà, en plus de son immense popularité, le record absolu des Grammy Awards de l'Album de l'année ,.

### Récompenses

#### ARIA Music Awards 2024
- Artiste international le plus populaire, pour Taylor Swift grâce à The Tortured Poets Department[309].

#### Billboard Music Awards 2024
Avec dix récompenses supplémentaires acquises lors de cette cérémonie, Swift devient l'artiste avec le plus de Billboard Music Awards de l'histoire de l'industrie musicale américaine. Elle remporte entre autres le Top Billboard 200 Album pour The Tortured Poets Department ,.
- Top Billboard 200 Album, pour The Tortured Poets Department.
- Top artiste.
- Top artiste femme.
- Top artiste du Billboard 200.
- Top artiste du Hot 100.
- Top auteur-compositeur du Hot 100.
- Top artiste en termes de chansons streamées.
- Top artiste des chansons diffusées à la radio.
- Top artiste du Billboard Global 200.
- Top artiste du Billboard Global 200 en excluant les États-Unis.

#### BMI Pop Awards 2025
Swift remporte deux prix au BMI Pop Awards 2025 : 
- Auteur-compositeur de l'année.
- Chansons les plus diffusées à la radio de l'année, pour Down Bad, Fortnight, I Can Do It With A Broken Heart et Who'sAfraid Of Little Old Me.

#### Festival Camerimage
Le clip de Fortnight est nommé au festival international de cinéma Camerimage dans la catégorie vidéo musicale. Réalisé par Taylor Swift, il remporte le grand prix des vidéos musicales.

#### Japan Golden Disc Awards 2025
- Album occidental de l'année, pour The Tortured Poets Department[315].

#### IFPIN Global Recording Artist Award
- Album mondial de 2024, pour The Tortured Poets Department[316].
- Ventes mondiales d'album de 2024 pour TTPD[316].
- Album vinyle mondial de 2024, pour TTPD[316].
- Streams mondiaux d'album de 2024, pour TTPD[316].

#### iHeart Awards 2025
- Album pop de l'année, pour TTPD[317].
- Meilleures paroles, pour Fortnight[317].
- Meilleur clip pour Fortnight[317].
- Artiste de l'année[317].

#### MTV Europe Music Awards 2024
Swift remporte quatre prix aux MTV Europe Music Awards :
- Meilleure vidéo, pour Fortnight.
- Meilleure artiste live.
- Meilleure artiste américaine.
- Artiste de l'année.

#### MTV Video Music Awards 2024
Lors de la cérémonie 2024 des MTV Video Music Awards, The Tortured Poets Department reçoit plusieurs récompenses :
- Logo de l'édition 2024 des MTV Music Video Awards.vidéo de l'année, pour Fortnight ;

Logo de l'édition 2024 des MTV Music Video Awards.

- meilleure collaboration, pour Fortnight (en collaboration avec Post Malone) ;
- meilleure réalisation, pour Fortnight (réalisé par Taylor Swift) ;
- meilleur montage, pour Fortnight (monté par Chancler Haynes) ;
- chanson de l'été, pour Fortnight ;
- artiste de l'année ;
- meilleure artiste pop.

#### Premios Odeón 2025
Taylor Swift remporte la distinction suivante au cours de la cérémonie espagnole :
- meilleur album international de l'année, pour The Tortured Poets Department[309].

#### RTHK International Pop Poll Awards
Taylor remporte deux prix, dont un concernant directement l'album : 
- album anglophone le plus vendu, pour The Tortured Poets Department[309].

### Nominations

#### Billboard Music Awards 2024
Taylor Swift est nommée sans être récompensée, dans six catégories, dont ,
- top collaboration, pour Fortnight ;
- top artiste en ventes de chansons.

#### Grammys 2025
Pour l'album The Tortured Poets Department, Taylor Swift est nommée dans 5 catégories pour la cérémonie des Grammy Awards 2025  :
- meilleur vidéo musicale, pour Fortnight ;
- enregistrement de l'année, pour Fortnight ;
- album de l'année ;
- chanson de l'année pour Fortnight ;
- meilleur album pop vocal.

Cependant, il n'en rapporte aucun.

#### MTV Music Awards 2024
TTPD est nommé, mais non récompensé, pour:
- chanson de l'année (pour Fortnight) ;
- meilleurs effets spéciaux (pour Fortnight) ;
- meilleure direction artistique (pour Fortnight) ;
- meilleure cinématographie (pour Fortnight également).

#### Nickelodeon Kids' Choice Awards
TTPD est nommé, mais non récompensé, pour la catégorie "Album préféré" aux Nickelodeon Kids' Choice Awards.

#### American Music Awards 2025
Taylor Swift ne remporte aucune de ses multiples nominations:
- artiste de l'année ;
- album de l'année ;
- collaboration de l'année, pour Fortnight ;
- artiste en tournée préféré ;
- artiste de pop femme préférée ;
- album pop préféré.

## Distribution
| Zone       | Date             | Édition       | Format(s)                                         | Notes | Label            | Réf.    |
| ---------- | ---------------- | ------------- | ------------------------------------------------- | --- | ---------------- | ------- |
| Monde      | 19 avril 2024    | Standard      | - Cassette - CD - Téléchargement - Streaming - LP | Seule la version standard de l'album, et les quatre chansons bonus, sont disponibles en physique. The Anthology n'est alors disponible qu'en téléchargement ou en streaming. | Republic Records | [ 323 ] |
| États-Unis | 29 novembre 2024 | The Anthology | - Cassette - CD - Téléchargement - Streaming - LP | Ce n'est donc que le 29 novembre 2024 que The Anthology est aussi disponible en CD et vinyle aux États-Unis                                                                  | Republic Records | [ 324 ] |